# 邯郸历史
邯郸历史，是指中国河北邯郸地区的历史。邯郸是中华文明黄河流域的重要发祥地之一，并且拥有三千一百年建城史，一百五十八年的赵国国都史，中国历史上曾有十一个朝代或政权定都于此，有“七朝故都”之称。
邯郸一名最早见于《春秋·谷梁传》：“襄公二十七年：故出奔晋，织絇邯郸，终身不言卫。”曾经引领过先进文化的文明古都—邯郸，独属于一个城市的名字，历经数千年不改，为中华地名文化之特例，神话传说中邯郸西部中皇山就是女娲氏炼石补天、抟土造人的地方；距今八千年前武安磁山地区就有新石器早期的磁山文化；春秋战国时期，邯郸作为赵国都城前后经历八代国君；秦统一六国后，设置邯郸郡；西汉时期共享“五都盛名”；两汉交替之际，邯郸遭到刘秀的屠城，再加上常年的战乱，使得邯郸进入了长达一千多年的萧条期。特别是从东汉末年到隋唐之前，此间天下动荡，王朝交替频繁，战乱四起，中原地区长期处在社会动乱之中。邯郸和北方诸多城邑一样，都遭受不同程度的破坏，其中虽有几次出现短暂的复兴，但是在复杂的社会环境中邯郸的发展趋势仍是在衰落过程。
三国时期，邯郸南部的邺城（今临漳县）逐步兴起，袁绍、曹魏等势力先后占据邺城而称霸天下，此时，邯郸先属广平郡，后属魏郡；南北朝时，先后有后赵、冉魏、前燕、东魏、北齐在此建都；隋初隋炀帝下令火焚邺城；唐朝建立后，邯郸获得了安定的社会环境，出现了短暂的复兴。邯郸初属洺州，621年改属磁州，627年又属洺州，765年复属磁州。此时邯郸境内的魏州逐渐崛起，改稱大名府，成为“河北重镇”、“畿辅八府之首”，621年，魏州首府大名已成为黄河以北中心城市。安史之乱时，邯郸成为唐军和叛军的争夺的地点，邯郸再一次陷入战火。藩镇割据之下的邯郸城逐步没落；到北宋时，邯郸东部地区的大名县成为北宋“陪都”为北京大名府。
明清时期，邯郸隶属广平府、彰德府；民国初年，邯郸隶属直隶省冀南道，随着京汉铁路通车，邯郸发展迎来了机遇，在几十年内，由古代城市一跃到近代城市，抗战胜利后的邯郸第一次设立了市的行政建制，从此，实现了由近代城市到现代城市的转变；1993年国务院批准，实行地市合并，邯郸地区周围所辖各县划归到邯郸市，称邯郸市。2016年，邯郸市撤销永年县、肥乡县、邯郸县，成立永年区和肥乡区。
在漫长的历史过程中，邯郸由兴起、到繁盛、再到衰落、再兴起，经历了一个又一个的曲折。即便在长达一千多年的萧条期内，邯郸也作为一座城市（县城）一直延续下来，从未中断。悠久的历史，使得邯郸先后孕育出女娲文化、磁山文化、古赵文化、成语典故文化、建安文学文化、北齐石窟文化、梦文化、磁州窑文化、广府太极文化、边区革命文化等主要文化脉系。特别是与邯郸有关的成语达1500余条，被人称为「成语之都」或「成语典故之乡」。

## 兴起和繁荣

### 远古至春秋时期—发端与兴起

#### 上古时期
上古时期华夏人文始祖女娲就在邯郸西部涉县地区古中皇山（娲皇宫）炼石补天，抟土造人。娲皇宫为中国五大祭祖圣地之一，也是目前中国规模最大、修建时间最早、影响地域最广的奉祀上古天神女娲氏的古代建筑，被世人誉为“华夏祖庙”。同时涉县被称为是“中国女娲文化之乡”。

#### 史前文明
早在八千年前，其他人类祖先还在依靠群体狩猎维持生存的时候，邯郸的先民就在武安地区就孕育了新石器早期的磁山文化。磁山的先人们始种植谷物，饲养家禽，制作生产和生活工具，提前进入了“文明社会”。磁山文化比仰韶文化早了一千年，同时在磁山文化遗址还发掘出世界上最早种植的粟、黍、胡桃和饲养的家鸡遗骸。把黄河流域种植粟的记录提前至距今一万年，填补了仰韶文化之前的历史空白，给寻找中国最早的农业、畜牧业、制陶业文明起源提供了线索。同时让世界农业史重新认识了对种植粟年代。在石北口遗址和涧沟遗址中也发掘初新石器时代古人类遗址，特别是在涧沟遗址中发现在被废弃的枯井中，则埋有5层人骨架，男女老少都有。这被认为是中国史前史上最早的人类暴力活动的直接证据。
原始社会晚期，距今四五千年前，居住在陕西渭河流域的黄帝和炎帝部落开始东迁到河北平原西部，为争夺水源曾在与从河北、山东、河南交界处向西发展的蚩尤部落在邯郸地区发生冲突。

#### 夏商时期
公元前2080年，夏朝开国国君—禹在邯郸地区治理冀州水患。

邯郸的城市史可以往前推到商代武丁时期（距今3250年左右），而邯郸城邑早在商代就已经兴起。

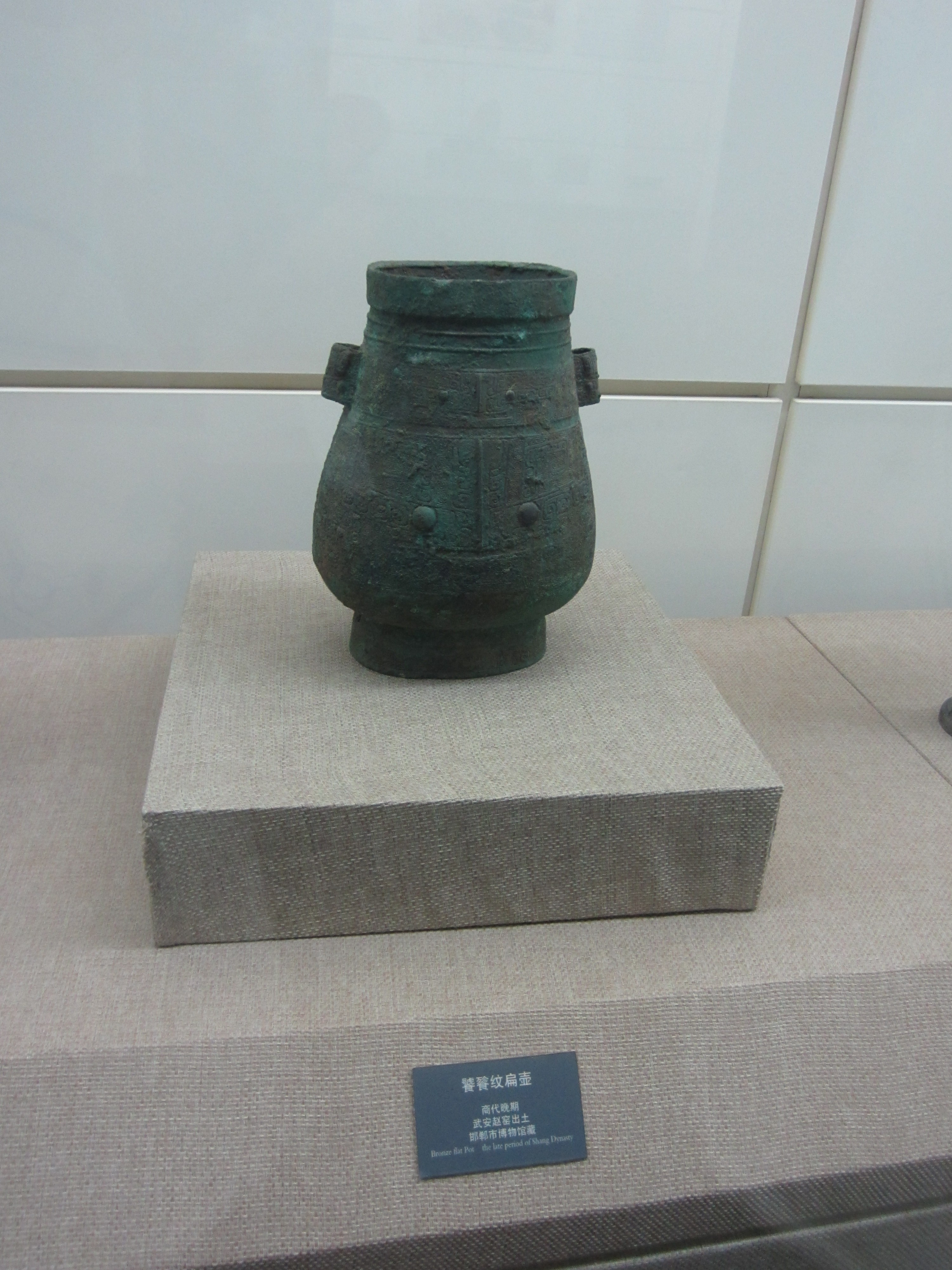
商代晚期的饕餮纹扁壶。

商代始建都于邢，后迁都于殷，邯郸长期处于商文化的辐射范围内，数百年间就是商朝畿辅之地。从20世纪50年代以来在邯郸文物考古中，发现了300多处重要的商文化遗存，这些也充分印证了邯郸在商代的发展。在邯郸城区西部比较重要的商代遗址有彭家寨遗址、涧沟遗址和龟台寺遗址三处，遗址的时代与郑州二里冈下层和安阳小屯殷墟文化的早期近似。其中涧沟遗址，在考古发现的文化层中，既有龙山文化也有先商文化及西周文化的遗存。在武安赵窑发现有商代贵族墓葬群，出土了大批铜器，这很可能是住在邯郸的商代贵族。
在中国目前已知的古代文献记载中，邯郸最早出现的时间是商末的商纣王时期。根据战国中期魏国史官所编纂的史书《竹书纪年》记载，商末时期商王就在邯郸地区兴建离宫别馆，文献记载中的离宫别馆，进一步证明了商晚期的邯郸不是普通乡村，是开始形成城市的雏形。从建离宫别馆距今已逾三千一百年，时间跨度为距今3050年至3100年之间。甲骨文中“甘”的地望可以进一步论证并确定在邯郸，地望就是地理位置的意思。在殷墟考古出土的甲骨文中，有“王往出于甘”等十余条有关“甘”字地名记载，可以确定为商王武丁时期，有学者认为这里的“甘”地就是今邯郸。此时期还在邯郸历史上出现最早的邮传制度，由于商代和北方的“土方”发生战争，于是在南北主要交通线上沿路设驿站，邯郸就在其中。从此，在地理优势突出的邯郸，交通和通讯开始慢慢发展，一直到战国时趋于完善，成为太行山东麓南北交通之间的重要交通、通讯枢纽站。后来的宰相伊尹流放其君太甲於此地的临漳县附近，時曰桐。

#### 春秋时期
邯郸地处晋、冀、鲁、豫四战之地，根据史书记载春秋时期邯郸城在现邯郸市西南的午氏城，从邯郸地区的考古情况来看就在今武安的午汲古城。春秋时代中国的政治、经济、社会、文化等都在发生剧烈的变化。而邯郸作为黄河北岸的一个重要城邑，成为当时中原不同政治势力激烈角逐的场所，也是列国争夺的重要城堡。到了春秋晚期，邯郸的经济实力大增，尤其是在农业和手工业方面有了极大地提升，形成了完整意义上的城市经济体系。
周成王时，邯郸属邶国，由商纣王的儿子武庚居住，后属卫。前661年，狄人灭了卫国占领邯郸，对邯郸进行四十多年的统治。前588年，晋国打败狄人，邯郸并入晋国。前546年，卫国复国成功，后发生叛乱卫国宗室跑到邯郸避乱。《春秋·谷梁传》记载了此件事，这是中国史书上第一次提到“邯郸”之名。

##### 赵氏崛起
春秋后期，晋国内部的新旧贵族经过激烈的角逐，以公室为代表的旧贵族急剧没落，以赵氏、韩氏、魏氏、范氏、中行氏、智氏为代表的新贵族迅速崛起，晋国的疆域几乎被新贵族瓜分殆尽，邯郸一带便纳入了赵氏势力范围中。

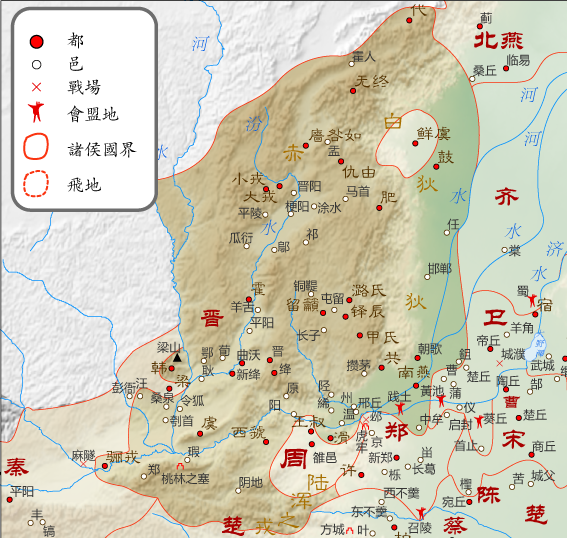
春秋时期晋国疆域图，可以看得出其内部的城邑分布，此时的邯郸在晋国东部偏南的地区。

前500年，邯郸成为晋国六卿之一赵氏宗主赵简子的私邑，委派同族赵午为“邯郸大夫”治理并建设邯郸。赵氏由此分为两大族系，一个是封邑在晋阳的以赵简子为主的正宗嫡系和封邑在邯郸的以赵午为主的庶传支族。二者虽然属于同祖同宗，但是地位不同，按照宗法关系来说，晋阳赵氏是正宗，赵简子氏宗主，邯郸赵氏是支族，赵午是小宗。起初，晋阳赵氏和邯郸赵氏各居南北，分途发展，互补干预，但是晋阳赵简子采取积极的向北和向东发展战略，于是导致了两大族系的直接冲突。不久之后，赵简子和赵午二人便围绕着邯郸展开了一场激烈争夺。
前497年春，赵简子筑晋阳城完工，并决定把伐卫获得的500家卫人迁到晋阳。赵午没有同意他的要求，被诱捕杀害于晋阳。赵午之子赵稷及家臣涉宾率众于邯郸反叛。晋定公知晓后派遣籍秦平叛，其中晋卿荀寅（赵午的舅舅）和晋卿范吉射不但不听调遣，反而还于同年十月起兵攻打赵简子。荀、范失败后逃到朝歌。前494年，赵简子联合韩、赵、魏三家之兵，攻下朝歌。荀、范逃到邯郸，与赵稷死守邯郸。赵简子久攻不克，损兵折将，元气大伤。他只得率兵回晋阳，以待时机再攻打邯郸。经过三年的厉兵秣马，赵简子认为攻打邯郸的时机成熟了。前491年，赵简子率军，从武安，奔袭邯郸，将邯郸、柏人所属地盘全部划入赵氏政权的版图，荀寅、范吉射逃奔齐国。赵简子以邯郸为中心扩大势力范围，为后来“化家为国”建立强大的赵国奠定了坚实的基础，也拉开了赵氏立国的历史序幕。
此次纷争影响深远，又引发了晋国内部新贵族之间的以及晋国同东方邻国齐、卫之间的一系列错综复杂的矛盾和冲突，结果演变城一场旷日持久的战争，直到赵简子占据邯郸才基本结束。赵简子夺取邯郸城结束了晋国内部六卿专政并列的局面，在晋国新贵族内部斗争中取得决定性的胜利；在夺取邯郸城的过程中，赵氏扩大了底盘，势力迅速崛起称为新贵族中最强的一支；对邯郸的控制，还实现了赵氏对今冀南地区一带直接而稳定的统治，也建立了向华北平原进一步发展的前进阵地和桥头堡。前475年，赵襄子继位，又联合魏、韩两家灭掉了智氏之后，又打败并合并代国，赵国在今冀南和豫北的疆域大致形成。所以说赵氏夺取邯郸奠定了战国时期赵国在今华北平原的基本格局，也奠定了赵都邯郸的历史基础。

##### 魏氏迁都
前430年，魏文侯把魏国都城从安邑迁到洹水（今魏县旧魏县村），称为魏都，并以邺城（今临漳县）为魏国陪都。魏文侯在位期間，励精图治、重视人才培养和经济发展，使得魏国迅速崛起，一跃为中原强国，率先称雄七国，同时还奠定了魏国鼎立中原的百年霸业。此间，西门豹受翟璜推荐担任邺令，破除了「河伯娶婦」的习俗，又带领民众了十二条运河，引河水灌溉民田，是为西门豹渠。前361年，魏惠王把国都由洹水迁到大梁（今开封市）。虽不是国都的洹水，但作为魏国在中原地区的战略要地，到了战国后期，在此设置“魏县”，为纪念曾为故都之地，故而命名。

### 战国时期—发展与繁荣

#### 赵氏立国及迁都邯郸

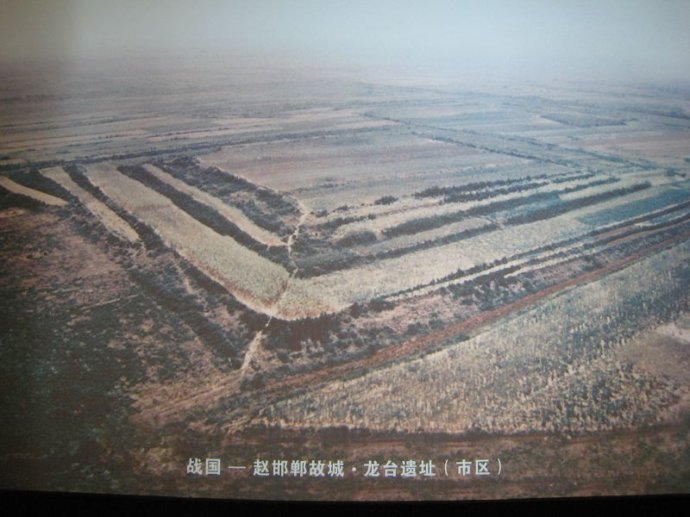
航拍赵邯郸故城遗址赵王城部分。

前403年，赵，韩，魏“三家分晋”，瓜分了晋国在中原地区的最后土地，赵国的疆域基本形成，也标志着中国历史进入了战国时期。赵襄子因为取代了伯鲁的太子地位，于心不安，立伯鲁之孙赵浣为继承人。但襄子死后，其子桓子驱逐赵浣而自立为君。桓子一年后去世，赵氏之人杀了他的儿子，迎赵浣即位，是为献子。献子之子赵籍后来继位，即是赵烈侯。前403年，三家派遣使者上洛邑去见周威烈王，要求把他们三家封为诸侯。周威烈王做个顺水人情，把三家正式封为诸侯，都成为中原大国。加上秦、齐、楚、燕四国，历史上称为“战国七雄”。
前387年，赵敬侯治理邯郸，邯郸成为黄河以北最繁荣的通都大邑，同时还是全国著名的冶铁中心。前386年赵敬侯正式迁国都于邯郸，并且大兴土木修建赵王城，时人成为“赵都”，至秦灭赵，邯郸为赵都长达158年之久，是中国北方的政治、经济、文化中心，在黄河流域诸多文明中占有重要地位，邯郸迎来了历史上的第一次辉煌时期。

#### 邯郸城的营建
赵国迁都邯郸后，便开始了大规模的城市兴建运动。新建的赵都邯郸城占地总面积约1887.6万平方米，由“赵王城”（宫城）和“大北城”（居民城、郭城）组成，其中，“大北城”的占地面积就可达到15平方公里，比20世纪70年代的邯郸主城区面积还大，被后世称为「雄国之都」。根据对赵邯郸古城遗址的考古发掘，在战国时期，除了邯郸之外还有十余处古城遗址，例如：永年阳城、磁县讲武城、峰峰界城、武安的固镇和午汲古城以及西店子古城、涉县寨上、马头台城等，这足可以说明，当时赵都邯郸不仅仅是一座孤城，而是形成了以邯郸城为中心，辐射周边十余城邑拱卫赵都邯郸的密集城市群。从1970年代以来，在邯郸市体育场、中心医院、工人剧院等地考古发现多处手工业行业的遗址，并且出土了大量的青铜器、铁制品、陶器，这些足可以证明当时的邯郸雄厚的经济实力，特别是发达的冶铁、制陶、铸铜等手工艺行业。

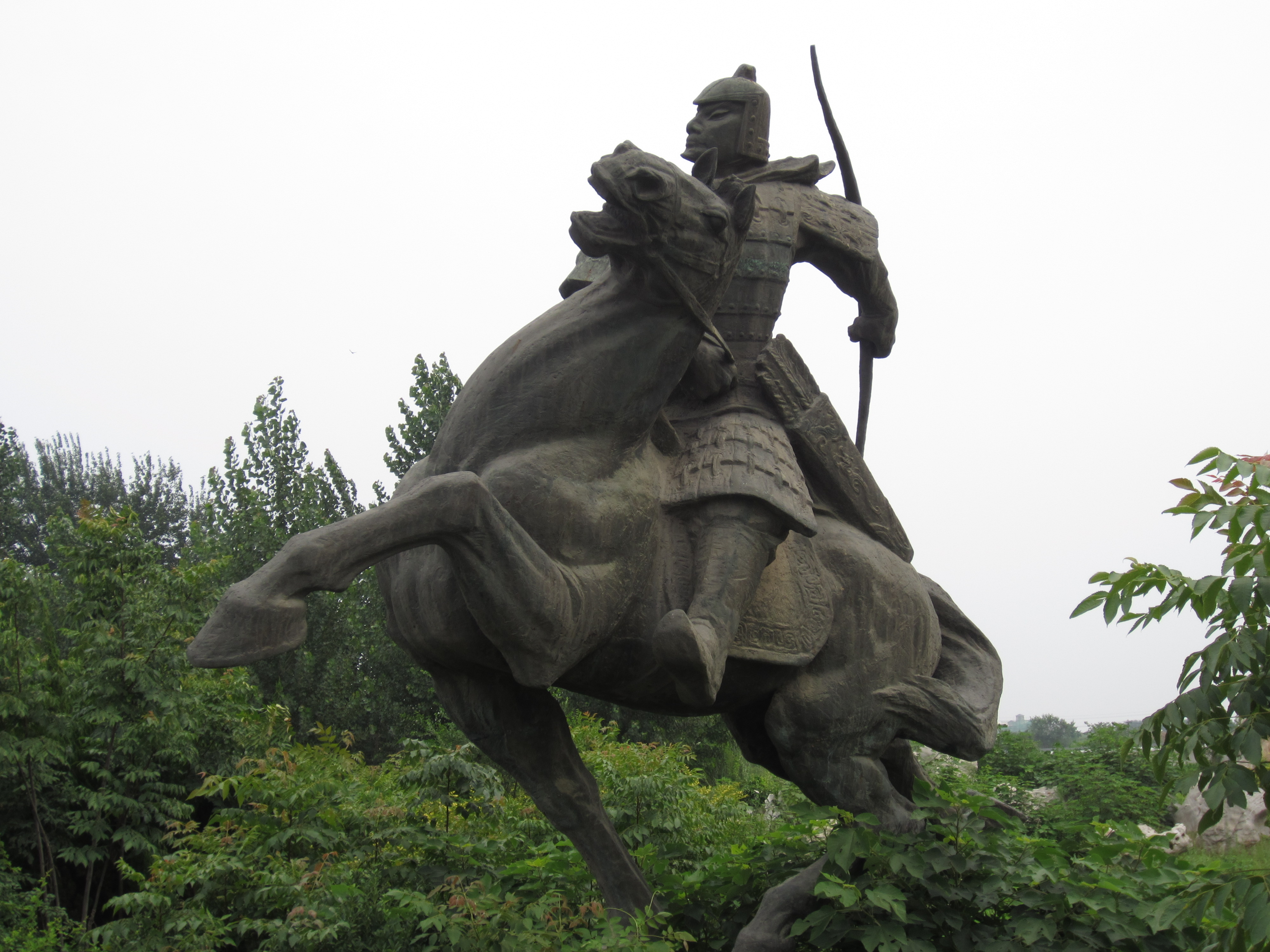
原位于邯郸市火车站广场的胡服骑射塑像，后搬到赵苑公园。

恢宏的城邑，繁荣的经济，也为邯郸的文化艺术快速发展提供了基础。邯郸出现了学术活动频繁活跃的局面，文化艺术活动兴盛，是一个重要的学术研究和文化教育中心，学术争鸣的空气也十分浓厚。例如：平原君门下就有食客三千；大儒孔穿在邯郸与逻辑学始祖公孙龙展开“白马非马”的辩论；毛遂为“三寸不烂之舌”的代表；还有荀况、赵相虞卿、李牧、赵奢等各派学者都在邯郸辨章学术、著书立说。文化的繁荣，促进了此时期‘百家争鸣’局面的形成，在中国古代思想史上产生了极其深远的影响。大量和邯郸有关的成语也发生在战国时期，如“胡服骑射”、“邯郸学步”、“完璧归赵”、“价值连城”、“负荆请罪”、“毛遂自荐”、“脱颖而出”、“纸上谈兵”等。中原地区的农业文明与北方草原文明在邯郸相互交流和影响，形成了独具风韵的赵文化，也铸就了河北大地“燕赵文化”慷慨悲歌的精神。
由于浓烈的文化氛围熏陶，此时的邯郸人还擅长音乐演奏和歌舞。史书记载赵国男子“悲歌慷慨”，可以看出当时的男子声乐特点是悲壮激昂，极具感染力。汉代李奇是赵国名倡；《北方有佳人》就出自赵人李延年之口。赵国女子“鼓鸣琴”、“弹弦跕躧”，彰显赵女擅长弹奏，能歌善舞。罗敷《陌上桑》和汉文帝慎夫人鼓瑟，“上自倚瑟而歌”流传数千年。

#### 邯郸之难
赵、韩、魏三家分晋后，关系由同盟变为对手，三方之间的矛盾和斗争日益加剧。特别是魏国通过改革后实力大增，在军事上连连得手，占据了中原大分布地区，这就无法避免和赵国之间的土地争夺。前354年，赵国与魏国爆发战争，魏国十万大军包围赵国国都邯郸，顿时邯郸处于危机一下，赵国面对这种局面拼死抵抗，同时也向楚国和齐国求援，两国应赵国求助，答应出兵解围。齐国孙膑用“围魏救赵”之法来给邯郸解围，他认为，魏国长驱直入赵国，其国都必然空虚，此时应当率军包围魏国国都大梁，是其大军回军救援，自然邯郸之围必解。但是此时魏军攻克邯郸城，赵国君臣迁到外地，继续率领军民抵抗。在齐国大军猛烈攻势下，魏军不得不回师驰援大梁，田忌在桂陵设伏，大败魏军，此时，楚国也加紧对魏国的合围，占领了“雎、涔之间”，魏国无力抵御周边各国的军事行动，只好和赵讲和。

#### 秦赵争霸

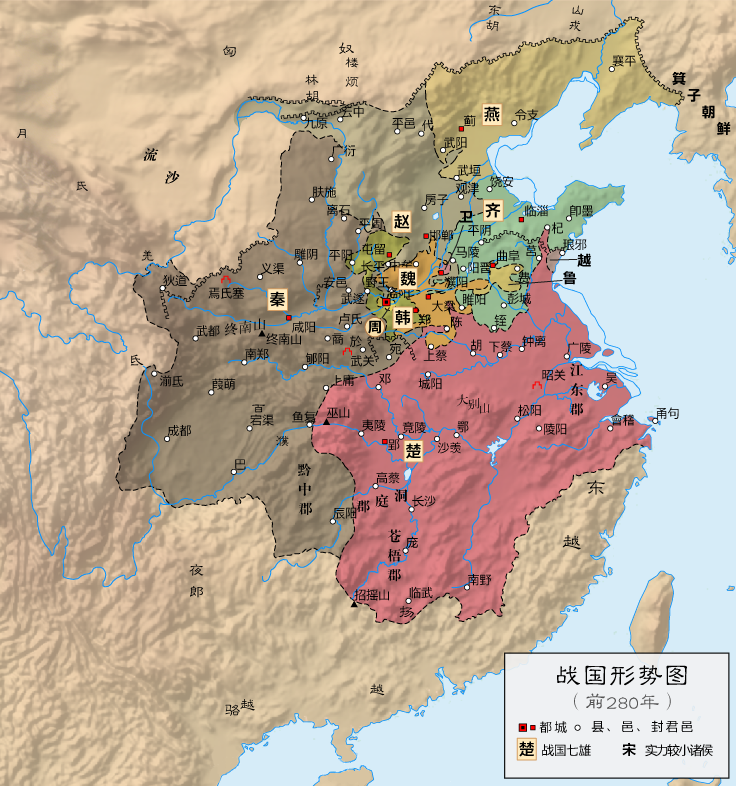
前280年战国形势图，可以看得出来赵国周围地区强国林立。

前334年，苏秦为赵国宰相，在洹水主持洹水之盟，游说东方六国“合纵”抗秦，赵国为抗秦领袖。经过几代帝王励精图治，赵国蒸蒸日上，特别是赵武灵王在邯郸修建丛台和插箭岭等训练地，厉兵秣马，加强军事训练和大力推行胡服骑射改革，使得赵国一跃为战国七雄之一，前270年，赵国在阏与之战大败秦军，成为唯一能与秦国抗衡的东方大国。
可惜，好景不长，秦国为报仇雪恨在前260年攻打赵国，秦赵爆发“长平之战”，双方出动了各自倾国之兵。战争历经三年，双方相持下去，秦国使用反间计，在邯郸散布谣言：“秦之所恶，独畏马服子赵括將耳，廉頗易與，且降矣。”。赵国轻信谣言，将赵军主帅由廉颇更换为赵括，赵括轻易出兵被秦兵包围在长平关，赵括率军強行突围四五次始終未能冲出重围。最后赵括欲率精锐親自突圍，但結果被秦兵射殺，身上中數十箭。最终赵军伤病饿殍无法再战，只得全体投降。秦将白起把二百四十名年幼的俘虏放回赵国以散布恐慌，震慑山东六国。剩下的四十多万人全部被坑杀，史书记载当时“四十万赵軍，一夜俱尽”，“流血成川，沸声若雷”；“血流淙淙有聲，楊谷之水皆變為丹，至今號為丹水”。长平战败消息传入赵国，举国皆惊，特别是四十万人被坑杀，整个国家“子哭其父，父哭其子，兄哭其弟，弟哭其兄，祖哭其孫，妻哭其夫，沿街滿市，号痛之声不绝”。此战赵国由盛入衰，再也无力单独和秦国全方位对抗，就此确立了秦对赵的战略优势。
前259年，秦国再次攻打邯郸，派王陵率大軍三十万攻打邯郸，赵国大將廉頗率赵军全部主力十万顽强抵抗，邯郸保卫战开始。秦不能胜，合围邯郸，城中盼望救兵，皆未至，邯郸百姓宁可炊骨易子而食，也未有一人投降秦国。后来平原君窃符救赵，劝说楚、魏两国联合救赵，赵国在楚国和魏国帮助下取得胜利，三國破秦，遏制了秦国进军中原的势头，但是赵国元气大伤，资财耗尽。
前231年，赵国发生地震，军民死伤无数，次年赵国出现了大旱灾，庄稼颗粒无收。随之而来的就是前229年的大饥荒，赵国上下人心惶惶，饿殍遍地。前228年，秦国凭借赵国饥荒之际，秦赵爆发决战，秦将王翦兵分两路攻打邯郸，赵军因饥荒再加上连年天灾，国内几乎为空，邯郸城破，赵王迁被迫投降。但是邯郸城内以及不全屈服秦国的赵国百姓跟随着公子嘉还有赵国宗族数百人退受到代地，公子嘉自称代王，继续率领残余力量抗秦。此时，赵国已名存实亡，前222年，王贲灭掉代，公子嘉被俘，赵国彻底灭亡。

### 秦西汉时期—持续与稳定

#### 秦始皇与邯郸
秦始皇的父亲是秦庄襄王，名子楚，子楚的父亲秦孝文王因为在兄弟当中没有显露过什么过人的才能，因此，长期充当人质，留居在诸侯之间。秦昭王后期在赵国做人质，居留在邯郸城内，后生下子楚。在邯郸经商的吕不韦见到了子楚，认为子楚奇货可居，利用他做政治投机。吕不韦在邯郸娶有一豪门出生的女子，后来介绍给子楚，这就是秦始皇的母亲赵姬。秦始皇生于秦昭王四十八年（前259年）正月，因是正月所生，取名为政，可能随母姓，为赵氏，因此秦始皇除了叫嬴政外，还叫赵政。秦始皇的幼年就是在邯郸度过的。但是因为父亲的地位遭人歧视，孤儿寡母生活十分不易。

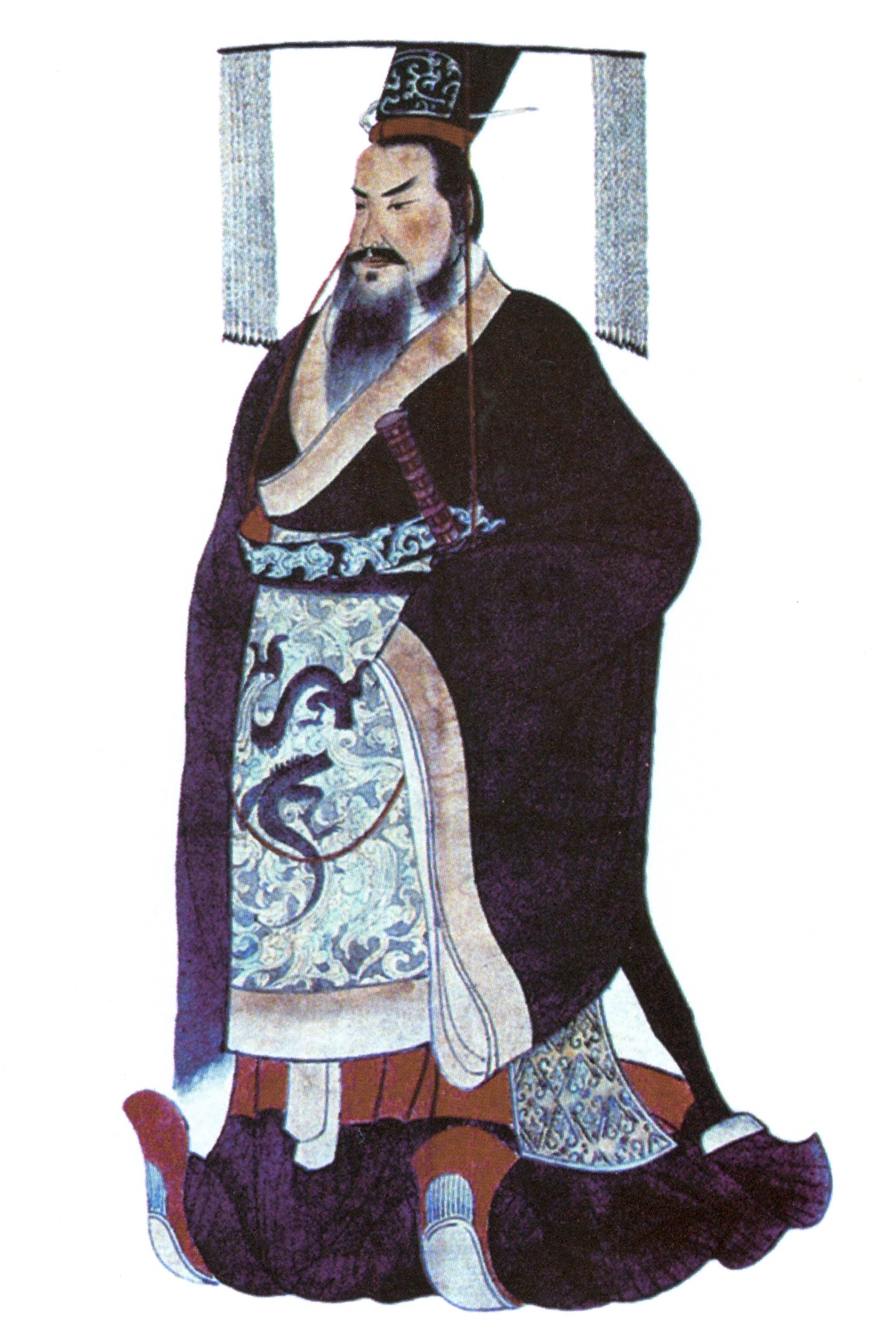
出生于邯郸，并最终统一中国的秦始皇。（现代想象图，实际上秦朝不执行周礼，皇帝并不穿冕服）

后来在吕不韦的帮助下子楚回到秦国，即位为太子，赵国为了结好秦国，将年仅八岁的嬴政送回到了秦国。嬴政回到秦国不久，祖父秦孝文王去世，父亲子楚即位，在位仅三年也去世了，十三岁的嬴政登上亲王宝座。亲政后的秦始皇，处理专权的吕不韦和嫪毐的叛乱，便着手六国的统一战争。前228年，在灭掉韩国后，秦军便大举进攻赵国，而此次灭赵，秦始皇还随大军前往，也是唯一的一次歼灭六国战争中的一次随军活动。秦军攻下邯郸后，秦始皇马上去了邯郸，故地重游，想起了小时候在这里的困苦生活，下令将与其生母家有过间隙的，全部活埋了。充分了反映了他“天性刚戾自用”，“少恩而虎狼心，居约易出人下，得志亦食人”的性格。这也是秦始皇最后一次回邯郸。
秦攻取邯郸之后，一统海内，经历了秦灭赵之战破坏的邯郸受到打击，政治采取了两大措施，一是平毁邯郸城；二是设置邯郸郡。秦统一之后，各个国家的城郭和郡县都遭到了平毁，邯郸不单单是赵国都城，又是天下名都，自然也逃脱不了被毁的命运。秦始皇十九年（前228年），设置邯郸郡，邯郸城为邯郸郡首府，管辖原赵国东部的巨鹿郡和常山郡周边地区，还有其他六个县。从此邯郸由诸侯都城变成了秦朝中央政权隶属下的郡级地方政权中心。平毁邯郸城具有防止赵国遗族凭借旧地复辟的政治意义，但是也是邯郸政治地位降低的具体表现。而邯郸郡为秦郡三十六之一，可见邯郸的地位大不如前。
而秦代邯郸的经济地位和文化氛围也遭到破坏。邯郸城破后，秦始皇将邯郸地区的大批手工业和商业的人户，还有贵族官僚世家的“豪”和巨商大贾的“富”被迁往外地，充实其国都咸阳。赵国著名大将赵奢的孙子马兴，就被强制迁到秦地。在迁过去的富商大贾中多是依靠手工业和商业、高利贷起家的，他们离开邯郸自然要影响邯郸的经济生活和经济地位。除了迁到咸阳的，还有迁往其他地方的，例如蜀卓氏，就是灭赵后被迁往蜀地的一个代表。这种迁移富豪的政策，严重导致邯郸地方经济和抑制和摧残，秦代邯郸的经济实力和经济地位，同战国时期不可同日而语。
随着政治经济地位的下降，文化也受到了影响。战国时期在邯郸形成的文化氛围瞬间被打破，有关诸子百家的学说和藏书也因遭到焚书令而销毁，各种学术人才四散逃去。同时大批的能工巧匠和在绘画、音乐、舞蹈、书法等各种艺术人才都被强迫迁往咸阳，特别是赵国王宫里的那些和音乐舞蹈有关的宫女。由于迁来人数众多，秦始皇只能在在咸阳建造北阪来安置他们。

#### 楚汉之争
前209年，陈胜，吴广起兵反秦，顿时天下大变，六国贵族纷纷复国。此时张耳、陈余随农民军将领武臣来到邯郸，亦劝武臣在赵地称王。以图大业。武臣听后自立为赵王，封张耳为右丞相，邵骚为左丞相，陈余为大将军。后武臣被部下杀死，赵国遗族赵王歇在张耳、陈余以及未遭劫难的幕僚等人支持下称赵王，成功复国，与其他复国遗族一起加入反秦联军中。但是后来，局面不断恶化。前207年，秦将章邯率军攻下邯郸，将邯郸城郭和富丽堂皇的赵王城，宫殿彻底拆掉，赵王城成为废墟，把城里的百姓都迁到河内。此时，燕、齐、楚听说赵国危急，都来救援，项羽首先率军北上救赵，在巨鹿和章邯决战，章邯兵败投降。秦灭之后，项羽分割赵国的土地给张耳，封常山王，建立襄国。又把赵地北部南皮周围的三个县分给张耳，封侯爵，其他土地分给赵王歇，为代王。陈余不服项羽，擅立赵王歇为赵王，自为代王，并以太傅的身份在邯郸辅佐赵王歇，不去代地。楚汉战争爆发后，邯郸又是双方前线争夺的重要堡垒，前204年，韩信率领汉军出井陉击赵，井陉之战中赵军被汉军所败，陈余因刘邦不杀张耳，叛变刘邦，继而刘邦也率领靳歙、周緤等汉军主力从邯郸北上攻打襄国，南北夹击，攻破襄国，赵王歇被杀，后陈余也被杀。邯郸在秦末农民战争中遭受四方战火洗劫，城邑被毁，百姓流离失所，这是邯郸建城以来第一次遭受最大的摧毁。

#### 西汉时期的邯郸城
西汉时期，邯郸属于赵国或邯郸县，王莽时候一度改为桓亭郡。邯郸郡的设置时间较短，大部分时期为赵国时期，邯郸一直是赵国国都和邯郸郡郡治所在。西汉赵国始为张氏赵国和吕氏赵国，其余绝大部分时间是刘氏赵国。
西汉初年，刘邦重新建立赵国，于汉高祖五年（前200年）封张耳为赵王，定都邯郸，重建邯郸城。半年后张耳死，其子张敖即位。后刘邦借张敖手下大臣有不臣之事，废除张敖爵位。前198年，刘邦封自己心爱的儿子刘如意为赵王，至此张氏赵国被废，刘氏赵国开始，邯郸仍是刘氏赵国治所，属当时冀州。赵王刘如意初期是赵国疆域最为强盛的时期。汉景帝在位时期，即前154年爆发七国之乱，当时的赵王刘遂因不满朝廷的削藩，在邯郸举兵反叛。汉景帝派曲周侯郦寄围攻赵国，刘遂只好据守邯郸，栾布率汉军增援郦寄。此时正值雨季，郦寄和栾布改变战术，利用洪水灌城，邯郸城遭到了严重破坏，残破不堪。平叛结束后汉景帝废赵国，设置邯郸郡，后又设置赵国，但是其疆域大大所小，而邯郸东南地区的郡县规划到了魏郡。
西汉时期的邯郸凭借地理位置和原有的城市基础优势社会经济得到迅速的恢复与发展，到西汉后期便跻身当时全国“五大都城”之列，仅次于长安、洛阳的中国第三位经济中心。汉代邯郸城，主城区面积13.6平方公里，人口有四五十万人，比战国时期还多。宏达的规模是在战国时期邯郸“大北城”基础上发展而来，并存在旧城区和新城区。旧城区是汉代通过在战国时期修建的“大北城”基础上，经过整修继续沿用的旧城。新城区是汉景帝时期“七国之乱”后在原城址严重缩小的背景下另筑的新城。以今邯郸市人民路为界，路以北为两汉赵王宫殿区，路以南为居民生活区以及工商业区。根据现有的考古发现，汉代邯郸城城区内道路纵横交错、交通发达，有较为完善的排水设施。也有了鹅卵石铺路，道路面分为上下两层，而且路基堆积很厚，可以推断道路沿用时间很久。鹅卵石路面的发现，不仅流展示出汉代城市道路设施基本面貌，也填补了汉代城市道路修筑结构考古的空白。同时邯郸的手工业、商业和冶铁铸造发达，有“冶铁都”、“富冠海内，天下名都”之称，而赵地邯郸也逐渐形成独具风韵的民俗和文化艺术特色。西汉末年，赤眉，绿林农民起义爆发，王郎在邯郸地区发起义，响应农民军。

## 衰落和停滞

### 东汉魏晋南北朝时期—破坏与动荡

#### 东汉时期的衰落
邯郸在战国、秦朝以及西汉持续了百年兴盛之后，便开始走向衰落，主要原因就是东汉开国皇帝刘秀与王郎的“邯郸之战”。刘秀在河北起兵后，攻占邯郸，「因攻城邑，遂屠邯郸」，对邯郸城内进行报复性地屠杀和洗劫，使这座百年名都毁于兵燹。此战为刘秀后来建立东汉奠定基础，但是使邯郸的人力、物力遭受前所未有的损耗。这次战争是古邯郸由盛到衰的重要转折点，213年，甚至改为邯郸县，属魏郡，邯郸第一次由王国之都改为县治，邯郸逐渐从“五大都城”之一变为一个普通的县城，从此一蹶不振，邯郸开始衰落。东汉初期，邯郸由于长期战乱和灾难，元气并未恢复。到了东汉末年，袁绍占据河北建立邺城，取代邯郸，邺城逐渐兴盛，遂成为冀州治。

#### 魏晋时期的破坏

##### 曹魏时期
东汉王朝经过黄巾起义的打击后，名存实亡，政府的统治也基本瓦解，在镇压各地起义军过程中膨胀起来的军阀，纷纷割据称雄。到了东汉建安初年，全国形成了几个较大的军阀集团，拥有河北、山东、山西大部分地区的袁绍集团，他的统治中心是邺城。邯郸就处于袁绍割据北方的势力范围之内。

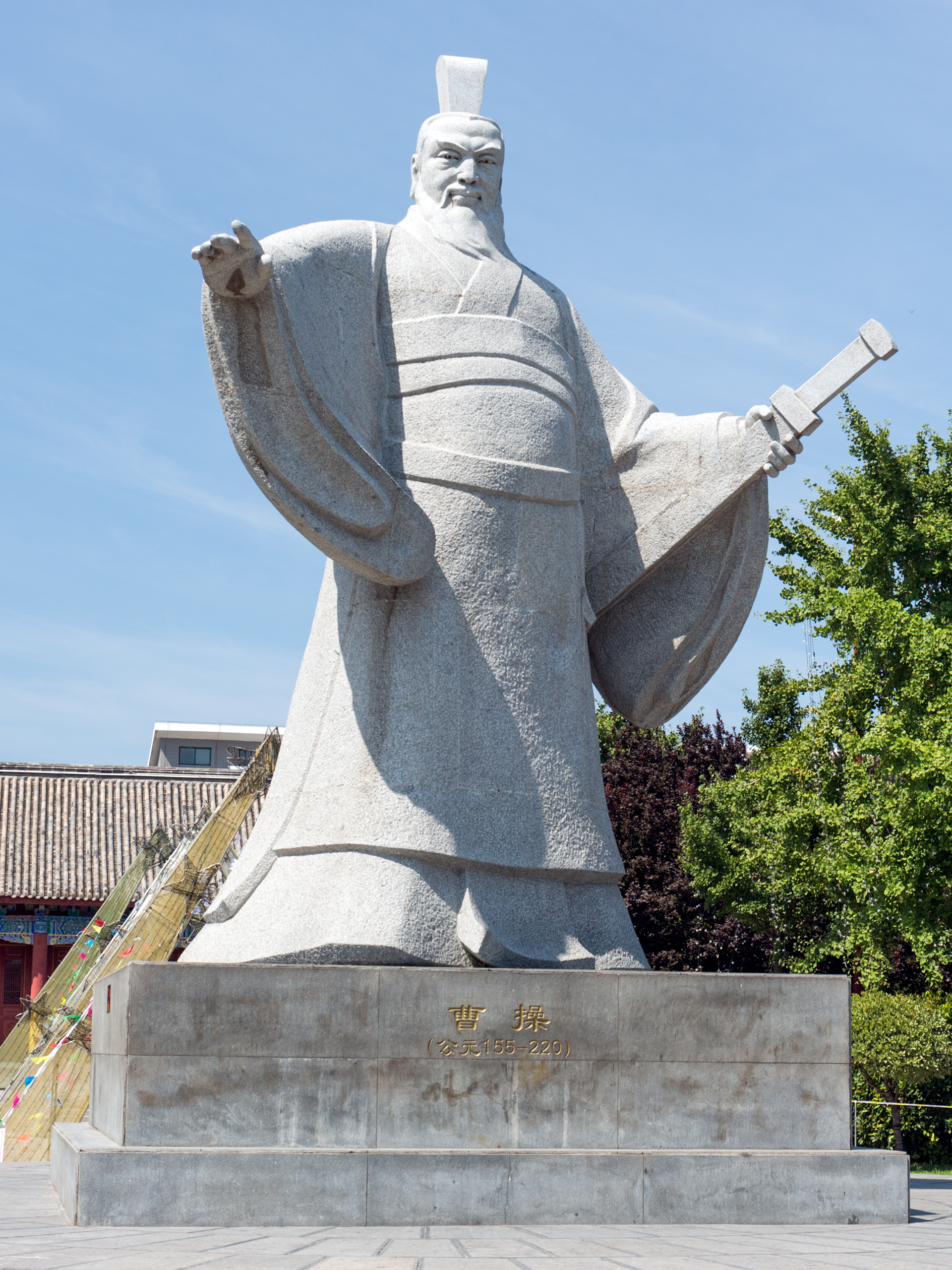
东汉末年，曹操乘势崛起，占领邺城后，为曹魏建国奠定了基础。

建安九年（204年），据有中原之地的曹操，在官渡之战后击败袁绍，又一次进军冀州。袁绍死后，他的儿子们又开始相互攻伐，曹军乘虚而入，直捣袁氏的老巢—邺城（今临漳县）。邺城依赖的军事补给线是连结邺城、武安、涉县直至今长治的上党通道。是年四月，曹操安排曹洪留守邺城，亲自率大军出击尹楷。得手后，又率军攻打邯郸，击败袁尚守将沮鹄，占领邯郸。从此，邯郸归曹魏控制。
曹操占领邺城之后，开始治理邺城，邺城开始崛起。又经过数年的征伐统一中国北方，成为实际的最高统治者。虽然建安时期的东汉王朝早就名存实亡，但是东汉汉献帝还在，所以，东汉时期建置的赵国在频繁易手袁尚和曹操之后，也保留了一段时间。随着邺城成为曹魏集团的政治中心，也为了消弱东汉刘姓诸侯王国的势力，曹操于建安十七年（212年）正式废除赵国，迁赵王刘珪为博陵王。“割河内之汤阴、朝歌、林虑、东郡之为国、顿球，东武阳、发于、巨鹿之婴陶、曲周、南和、广平之任城，赵之襄国、邯郸、易阳以益魏郡”。邯郸失去了昔日几百年赵都的地位，成为魏郡管辖的普通一县。
213年曹操为魏公，定魏國之都于此。曹操因旧城增筑邺北城，东西七里、南北五里，北临漳水，城西北隅自北向南有冰井、铜爵、金虎三台（即铜雀台），遗址位于今临漳县三台村。曹魏建立后，把邺城作为魏国的北都，并以「王业之本基」为曹魏五都之一。从此邺城为北方的政治中心。并且魏都的营建开创了古代城市建筑中“中轴对称，分区明显，棋盘式格局”的先河，并修建了铜雀台、金凤、冰井三台。据史料记载，东吴孙权曾向曹操进贡一头大象，就饲养在邺郡的漳河岸边用于饲养动物的大型园囿之一的毛象坡，曹冲称象地点就在这一带。
220年，曹操去世后，其子曹丕继承王位，并于同年废掉汉献帝，登基称帝，正式建立曹魏政权。221年，“以魏郡东部为阳平郡，西部为广平郡”。225年，邯郸又改封王国，以陈王曹邕为邯郸王。曹邕于229年去世后，231年又以任城王曹楷之子曹温继封邯郸王，这是史书上记载最后一个在邯郸封王的。第二年，又改封鲁阳王。这次邯郸作为王国的时间只有六七年，同以往的赵国不能相提并论。曹操之前先后封过两种王国，先是以县，后是以郡为王国。邯郸只是个“县王”，比东汉郡级的赵国低一等级。而且时间又短，在历史上并无多大影响。
总之，曹魏时期邯郸已经沦落为普通的县城，在东汉、曹魏200多年的时间内，走完了它自西汉“五都”之一的名邑大城到曹魏时期蕞尔小县的衰落过程。从此以后直到清末，虽然邯郸的隶属关系屡有变动，而其普通县城的地位从未改变。

##### 西晋时期
曹魏后期，司马懿通过宫廷政变逐步掌握了朝政大权，为司马氏建立政权奠定了基础。265年，司马炎代魏称帝，国号晋，后来司马炎统一中国。司马氏是通过宫廷政变得到的政权，所以没有出现大规模的战乱和社会动乱。邯郸在此期间，同曹魏时期一样，行政隶属关系上仍属于广平郡。广平郡属司州，西晋沿袭魏制，又因避晋愍帝司马邺之讳，改名临漳县。曹魏期间，邯郸的人口根据《中国历代户口、田地、田赋统计》，最多也不超过一万五千人。邯郸的畏缩和衰退之势可见一斑。西晋时期邯郸的衰落，固然是实事，但是在西晋后期也是举足轻重，邯郸县令的官员委任必须是司马氏亲故旧僚，因为邯郸靠近邺城，也是司马氏家族统治中心，所以也反映出邯郸的地位，一段时间内相当重要。西晋末年战乱不断，五胡乱华，中国北方陷入战乱，邯郸曾被鲜卑、羯等少数民族占领，邯郸残破不堪，尤其是邯郸一带居民出现了继秦末之后又一次大规模南迁，史书称为「衣冠南渡」。西晋后期爆发了“八王之乱”，全国北方陷于战乱之中。前后持续十六年之久，遍及黄河南北和关中地区，不仅造成了严重的社会动乱和生产力的破坏，还加剧了阶级矛盾和民族矛盾。为了能够找到一个比较稳定的和平环境，大量北方人纷纷离开故土，南迁到江南一带，一时间“中州士女避乱江左者十六、七”。这是历史上黄河流域人口第一次大迁徙。邯郸及周围一带南迁的人口也不少。
北方南迁的人口主要集中在长江中游地区的荆州和下游的扬州地区。这些南迁的人口被人称为侨人，而侨人绝大多数是按照宗族、乡里相聚而居的，士族和地主往往是侨人的自然首领或主任，他们以拥有侨人作为自己的势力。东晋统治者为了控制侨人，就在侨人比较集中的地区设置与侨人的籍贯同名的州郡县及行政机构，叫做侨置州郡县。根据《城固县志》乡村条记载，该县在清初就有“邯郸村”。这个村名可能就是西晋末年邯郸南迁移民留下的地名。城固县属于陕西汉中，由此可见，邯郸一带南迁的人数不咋少数。冀州的南迁人口主要集中在金南京一带，一少部前往雍州的襄阳。西晋末年南迁襄阳的邯郸军民是继亲末章邯迁邯郸军民与河内的又一次大规模的移民活动。这个事件本身也说明了西晋末年邯郸遭受的战乱破坏。
东晋石季龙徙都之，复改为邺县。

##### 十六国时期
西晋灭亡之后，中国北方进入了大动乱的十六国时期，与南方的东晋时期相对应。这一时期，黄河流域的广大地区成为进入中原的北方各族争夺统治权的战场。参与其中斗争的民族主要有匈奴，羯，氐，羌，鲜卑五个少数民族。建立的国家共有十六个，史称五胡十六国。十六国时期，邯郸的魏都临漳、邺城继而先后为后赵、冉魏、前燕及北朝的东魏、北齐都在此建都，前后历时三百六十四年，对于后世产生了极为深远的影响，大约在四世纪末才归入北魏版图，进入北魏时期。

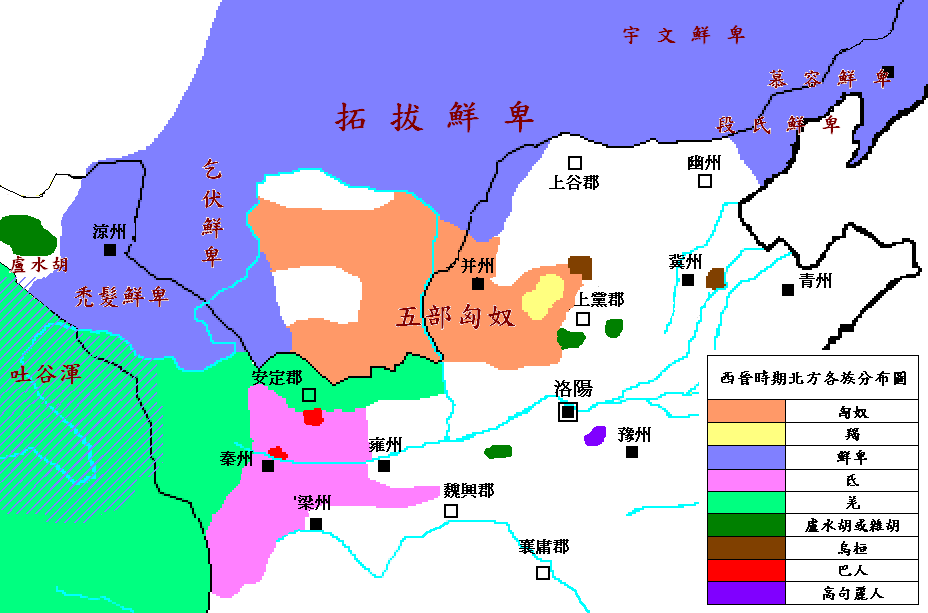
十六国时期，北方少数民族的分布，可以看到邯郸一带也有少数民族的活动迹象。

前赵政权最早始于匈奴贵族刘渊建立的汉国。刘渊的父亲刘豹，曾任左部帅，曹魏时期到过邯郸，让张囧的母亲司徒氏相过面，司徒氏说他是“当有鬼子孙，三世必大昌”。后来建立汉国和前赵政权的刘渊、刘耀等就是刘豹的所谓的“贵子孙”。刘渊于西晋末年起兵，建都平阳，国号汉，刘渊死后，刘聪夺取帝位，在316年灭掉西晋。刘聪死，匈奴贵族内部再次发生争夺帝位的内讧，后来刘耀夺取政权，以长安为都城，改国号为赵，史称前赵。
刘聪时期，名义据有中原大部，实际上地方割据势力已经形成。部将羌人石勒素有“跨距赵、魏之志”。谋臣张宾劝说石勒北据襄国，认为“邯郸，襄国、赵之旧都，依山凭险，形胜之国，可择此二邑而都之”。这个建议被石勒采纳，于是进据襄国，开始有计划地建立后赵政权。
经过多年征战，石勒势力大为发展，后击败晋朝将领刘琨，灭掉前赵，据有中原大部。他于319年称帝，以襄国为都，国号赵，史称后赵。石勒于建都襄国的同时，又命侄子石虎为魏郡太守，营造邺城。石勒死后，石虎通过政变，夺取帝位，进而迁都邺城。之后，魏郡可能同曹魏时期一样，又充实扩大，邯郸再度归属魏郡。魏郡仍属司州。
石虎统治期间，大兴土木，广建宫室。在邺城大造宫殿，台观四十余所，筑造华林苑和数十里长墙，为运石土，征发近郡男女十六万口，车十万乘；而且欲壑难填，暴敛无度，甚至挖掘古墓以取宝藏，邯郸一带的古墓葬也成为他的猎取目标。赵简子的陵墓就遭到他的盗掘，虽然最后因挖到地下水而停止挖掘，其他古墓的破坏程度可想而知。战国到秦汉时期的邯郸民间盗墓成风，石虎盗墓确实官方有组织的集体盗掘。经过战乱的邯郸，就是连地下的死人也未能幸免于难。这次大规模的盗墓对于邯郸地下文物是一次巨大的破坏，这也是近代以来邯郸没有重大考古发现的原因之一。
石虎死后，他的儿子为了争夺皇位而相互残杀，最后汉人冉闵夺取帝位，改国号为魏，史称冉魏。冉闵在位期间，为了拯救汉民族，发布《杀胡令》，鼓励汉民族拿起武器同其他民族作斗争，最后演变成民族仇杀，在他即位之初，一天被杀的羯人就有数万之众。这种仇杀造成了更严重的社会动乱和军阀混战，邯郸也爆发了一次大规模的战争。350年。冉闵在邺城称帝的同时，石虎的儿子石袛也在襄国称帝，两个政权形成对峙局面。当时的邯郸就出在两个政权的中间地段，是双方必争之地，冉闵派遣部将王泰镇守邯郸。六月，石袛分兵两路进攻冉魏，一路自北向南，“遣其襄国石琨率众十万伐邺，进邺邯郸”。一路命镇南将军刘国自繁阳北攻，配合石琨，结果，冉闵一举“大破石琨于邯郸”，死者万余”，这是冉魏时邯郸发生的一次大规模战争。
352年，前燕国君慕容俊率军围攻邺城，灭掉冉魏，慕容俊自立为帝，仍以邺为都城，国号燕，史称前燕。370年，前秦苻坚派遣大奖王猛灭前燕，获得前燕“郡百五十七，县一千五百七十九，户二百四十五万八千九百六十九，人九百九十八万七千九百三十五口”。从这里也可以看出，前燕时期的邯郸属于普通县，人口也大概如此。
苻坚统一北方后，又想乘机灭掉江南的东晋，却在383年的淝水之战遭到惨败。接着，原来北方各国的贵族纷纷起兵，鲜卑贵族的慕容垂也号称燕王，相继攻占河北大部地区，并于386年称帝，都中山，史称后燕，这时邯郸属于后燕时期。
慕容垂在383年起兵之处，围攻前秦苻丕据守的邺城时，曾和翟真率领的丁零族军队在邯郸一带打过仗。慕容垂本同翟真叔父翟滨联军反对前秦，慕容垂称王之后，任翟滨为建义大将军，封河南王。后来，翟滨想当尚书令，遭到慕容垂群臣反对，未能得逞。翟滨于是大怒，决意秘密结识苻丕夹击慕容垂。没想到事情败露，翟滨被杀，他的侄子翟真“隧率众人北走邯郸，引兵想邺，欲与丕为内外之势。垂令其太子宝，冠军慕容隆击破之。真自邯郸北走”。这是邯郸发生的又一次大规模战争。
邯郸在后燕统治期间也只是有几十年时间，387年北魏功课后燕国都中山，邯郸随即纳入北魏版图。丛316年西晋灭亡，到397年北魏攻克中山，八十余年的时间里，邯郸长期处于残酷的战争和无休止的动乱之中，遭到严重的破坏。冉魏时期“贼盗蜂起，司、冀大饥，人相食。自季虎末年尽散仓库以树私恩。与羌胡相攻，无月不战。诸夏纷扰，无复农者”。慕容垂围攻邺城，“燕，秦相持经年，幽，冀大饥，人相食，邑落萧条”。这是对整个河北地区境况的描述，邯郸更是不例外，长期处于战乱和饥馑之中，其破坏程度可想而知。

#### 北朝时期

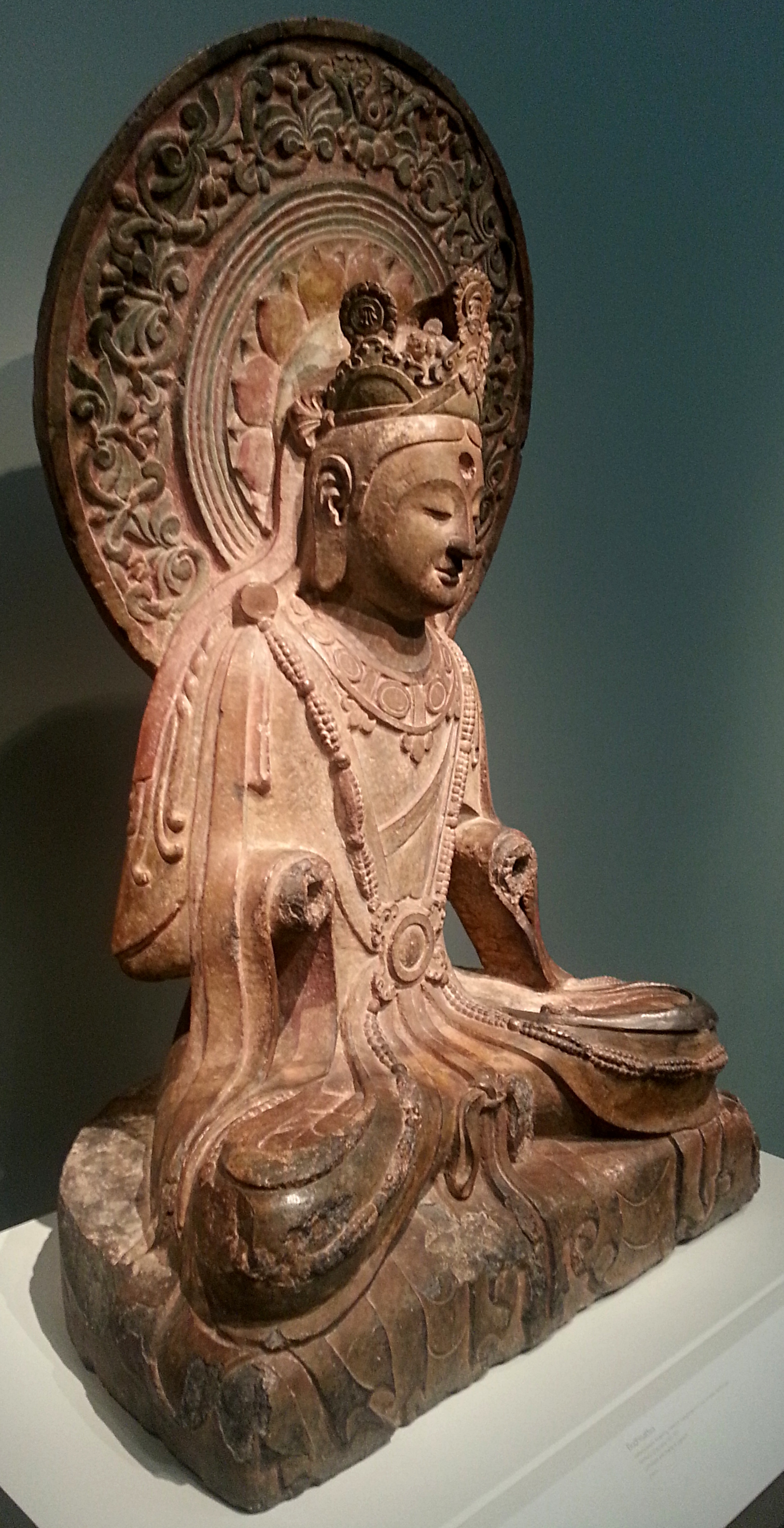
北齐时期的石刻佛像，坐落于邯郸西部响堂山石窟内，由石灰石制成，呈现色彩痕迹，代表了北朝时期先进的佛像雕刻技术。

北朝时期，邯郸历经北魏、东魏、北齐、北周诸朝，《魏书·地形志》司州广平郡条称，邯郸于两汉时属赵国，晋属广平，后属魏郡（指十六国时期），北魏太武帝真君六年（445年）还属广平郡。可以看得出邯郸自397年属北魏后到445年之前仍属魏郡，445年之后才属广平郡，一直到北魏末年。
东魏建立伊始，就迁都于邺城，置司州，改魏郡为魏尹，并于古漳水南岸营建邺南城，东西六里、南北八里，规模大于邺北城，现其城遗址因漳水改道已在北岸。东魏天平初年，把荡阴县、安阳县划入邺县。自此安阳县并入邺县直到590年（重置安阳县）共56年时间。北齐代魏后，仍以此为都，改魏尹为清都尹，倚郭邺、临漳、成安三县。邺城之盛，至此为最。同时北齐在涉县唐王山修建女娲庙，北齐摩崖刻经群是娲皇古迹的精髓，共有6部，刻经面积165平方米，分5处刻于崖壁之上，共刻经文13.7万字，为中国现有摩崖刻经中时代最早、字数最多的一处。摩崖刻经不仅是中国的文化遗产，更是全世界佛教典籍中弥足珍贵的文化遗产，也是北齐文化的一个历史缩影，具有极高的研究价值，被誉为“天下第一壁经群”。
东魏和北齐时期的邯郸，仍然设置邯郸县。《魏书·地形志》记载广平郡属县有六，其中之一就是邯郸，但是没说邯郸于哪年设置，《地形志》所记载的地理沿革时间下限就是东魏末年武定年间。所谓“今录武定之世以为志焉”。这说明北魏真君六年（445年）起到东天平年间（534-537年）知道东魏末武定年间（543-549年）一直有邯郸县。东魏武定年间的一一系列史书记载也可以证实邯郸仍有县制。。《北齐书·卷八·后主纪》和《隋书·卷二十二·五行之》也有记载说，北齐武平年间在邯郸建立行宫，说明一直到北齐时期也有设置邯郸县。

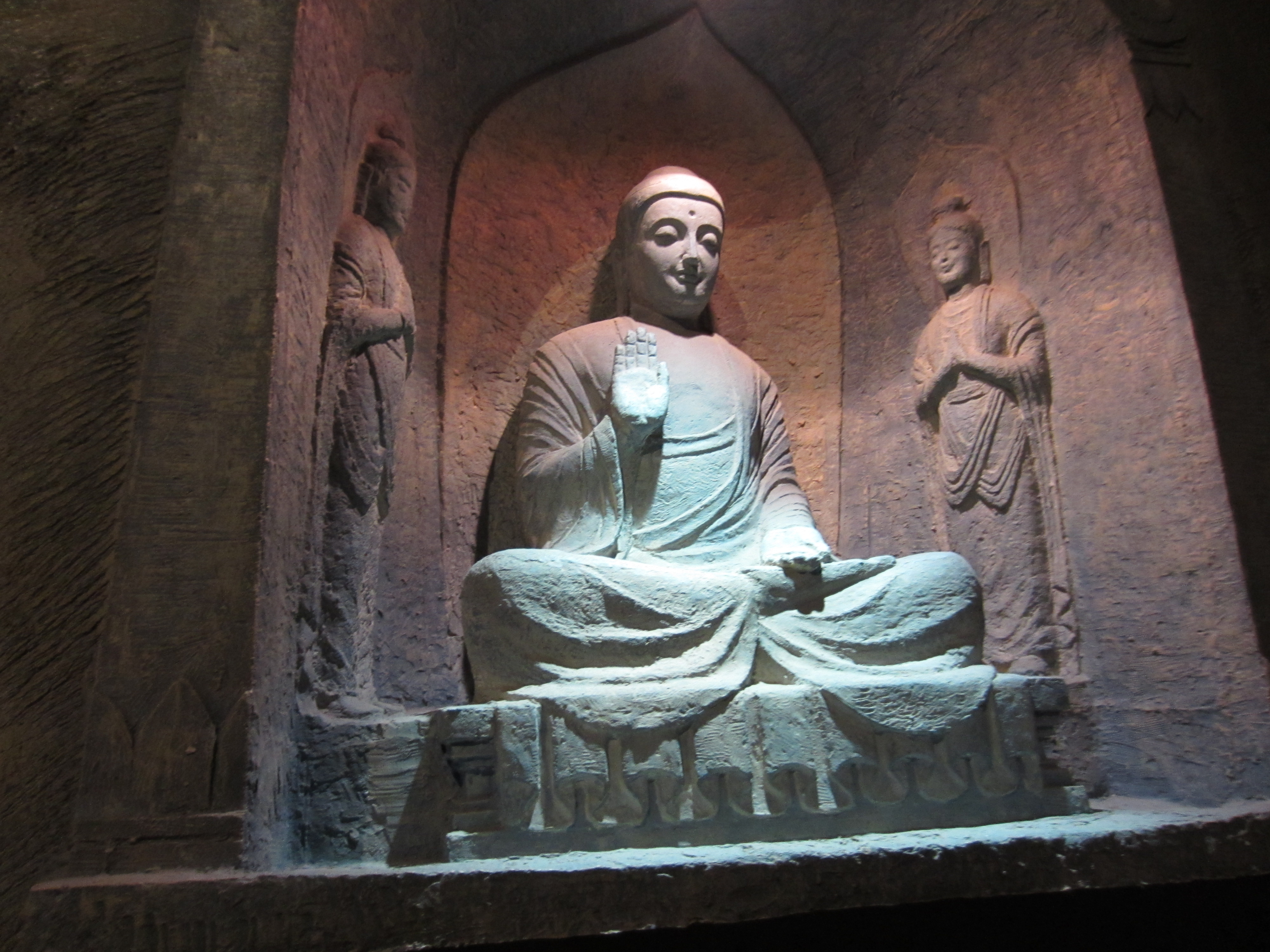
邯郸北朝时期的佛像。

北周灭齐，改司州为相州，清都尹为魏郡，临漳、成安二县从邺城迁出，邺仍为相州州治、魏郡郡治。
东魏时期的邯郸经济除农业外，就是制盐业了，制盐业在这时期占有一定的经济地位。北魏时期的食盐主要取自河东郡池盐，并且加强了池盐的管理。其后便更罢更立，以至于永熙。整个北魏，盐业或者官营或私营，废罢不常。北魏分裂后，西魏和北周控制了河东郡的盐池，东魏断绝了池盐的来源，只好独自开办煮盐业。设置煮盐业是东魏乃至北齐食盐的唯一来源，虽然在邯郸井内只有四个，却是内地唯一的煮盐产地，并且靠近京师。邯郸制盐业的原料来源和生产情况可能是利用盐碱土煮盐，总之，北魏时期的煮盐业曾是邯郸的一项重要手工业。
西晋的“八王之乱”以后，中原地区战乱频繁，社会动荡，广大的老百姓希望在困苦的环境中精神有所寄托，因此就造就了佛教流传的社会基础。十六国时期的石勒和石虎就崇信佛教，利用西域僧人图澄在邯郸周围的襄国和邺城地区进行传教。其门徒有近万人，兴建佛教八百多所。史书记载：有一年大旱，佛教徒在滏阳河源头黑龙洞地区进行求雨活动，可见，邯郸也是佛教的主要活动区。邯郸当地的佛教业极盛一时，僧人昊无最于邯郸讲授佛学时，常伴随他的弟子千余人都是来自鼓山，占邯郸籍人口的十分之一。
北齐末年，邯郸一带还流行过一种傀儡的游戏方式，当时傀儡是一种“木偶戏”，时称“郭公”。郭公既冠以邯郸之名，当以邯郸最为流行或具有特色。北齐灭亡之际，还曾在邯郸与北周军队作战。

### 隋唐五代时期—停滞与萧条

#### 隋朝对邺城的毁灭
581年，隋朝建立，北周镇邺大将尉迟恭起兵反抗，隋文帝随即率军攻入邺城，将邺城自曹魏至北朝时期所修建的城垣、宫殿、房舍、民房放火焚烧，月余未尽，从此古邺城被焚毁。又强制把相州、魏郡、邺县三级治所及邺民迁至安阳古城，邺城被毁弃。596年复置邯郸县，属武安郡。
隋朝建立之初，仍沿袭北周的州郡县三级地方行政制度。邯郸属于武安郡的洺州。从东魏到隋朝大业年间，除了北周灭北齐之际在邯郸有过大规模战争外，这一带没有其他战乱，社会经济得到快速复苏，人口也大幅度增加，而隋朝政府也加强对户口和人数的统计，从东魏武定年间（543-549年）的一万七千多人，到隋朝大业五年（609年）的七万人，五六十年的时间，人口呈几倍增长。
隋炀帝在位期间，大兴土木，滥用民力，最终爆发隋末起义。邯郸成为河北义军窦建德的活动中心，窦建德把广府作为夏的都城，这是中国历史上仅有的两个农民起义军政权建立的都城之一。从大业七年（611年）到唐朝武德七年（624年）的期间内，邯郸一直处于义军的活动范围之内。面对国内风起云涌的反隋浪潮，隋炀帝还发动了第三次东征高句丽的战争，最终高句丽求和，隋炀帝也自辽东返回东都洛阳，在大业十年（614年）八月路过邯郸，遭到邯郸义军将领杨公卿率领的八千人的袭击。杨公卿的八千义军，敢于袭击隋炀帝的步辇，可见杨公卿军队是邯郸地区义军中拥有较强战斗力的一支。在隋末起义中，除了李密领导的瓦岗军，窦建德领导的河北军和杜伏威领导的江淮军三大武装之外，各地的小股武装多如牛毛。在袭击隋炀帝的杨公卿之后，还有一个并州人王君廓领导的武装。这股武装对邯郸地区破坏很大，他在邯郸期间“恣行残忍，所过攘夺”。后来由于一个叫王君愕的邯郸人对他进行劝导，他才离开邯郸。
经过隋末战乱，邯郸和全国城市一样，社会生产力遭到严重破坏。“耕稼失时，田畴多荒”、“黄河之北，则千里无烟，江淮之间，则鞠为茂草”、“自燕、赵跨于齐、韩，......宫观鞠为茂草，乡亭绝其烟火”。史书中记载的一片荒凉景象，全都包括邯郸在内。而《法苑珠林》记载的邯郸“本县为贼所陷，死亡略尽”，则更是兵祸战乱中邯郸残破的真实写照。

#### 唐朝时期的短暂复兴
618年，李渊正式建立唐王朝，但是实际统治区只限于关中地区，而关东地区在窦建德和李密的控制下。同年九月，李密被王世充打败，他的残部投降李渊，包括邯郸在内的关东地区始置于唐朝通知下。619年，窦建德攻占黄河以北大部分地区，迁都洺州，邯郸处在窦建德建立的大夏政权控制下。武德四年，窦建德兵败汜水，唐王朝重新据有山东之地。窦建德统治期间，可能撤销紫州建置。他既以洺州为都，邯郸处于京畿之地，大概又归属洺州。所以唐朝重新占领山东之地，又“割洺州之临洺、武安、邯郸、肥乡”而置磁州。
武德四年（621年）五月，唐军击败窦建德，是时“河北悉平”。为时不久，七月“建德部将刘黑闼又举兵反抗，半岁悉复建德故地”唐朝又派李世民率军镇压，刘黑闼兵败，后其又借兵突厥，“旬日间悉复故称，复都洺州”。这次李渊又派李建成领兵镇压，同时兼用政治瓦解策略，在武德六年（623年），最终平定河北局势。唐朝为了加强对河北地区的统治，“置磁州总管府，领磁、邢、洺、黎、相、卫六州。其年，废总管府。以临洺、武安、肥乡三县属洺州。磁州辖滏阳、成安、邯郸三县。贞观元年，废磁州、滏阳、成安属相州，以邯郸属洺州”。
武德六年（623年）以前，由于战乱频繁，河北地区屡次易手，所以造成了邯郸隶属关系的纷变。武德七年（624年）全国重归一统，至贞观元年（627年）唐朝才大规模调整全国行政区划后，邯郸隶属洺州的关系才基本固定下来，一直持续到永泰元年（765年）不变。
唐朝前期，社会稳定，政治清明，这一时期被人称为封建社会的盛世。邯郸在经历了魏晋南北朝几百年的战乱后，也得到了一百多年的和平和安定。经济和文化迅速发展，呈现出繁荣的局面。邯郸地区农业和采桑叶丝织业空前繁荣，桑麻种植的普遍和农田开垦是历史新高，磁州地区的贡赋中海油来自武安、昭义的磁石，纱、绢、棉来自滏阳河邯郸。而邯郸城内还出现了草市、夜市，并且设立管理机构和官员，根据规定：诸州上县市令一人，佐一人，史一人，帅二人，仓督二人。而茶楼、酒家更是遍地。邯郸因其地理位置的优越性官驿道来往的行人车辆如流水，邯郸的驿道向北可以通达幽州，向西可以通到关中长安地区，往东北还可以通到广平。同时，滏阳河的航运也在唐朝开始，滏障合流的漳水流经邯郸东部，商业活动十分繁忙。而且邯郸在驿道设有邸舍，负责供客商居住和存放货物的场所，更具有旅店和货栈两作用。
自古燕赵多慷慨悲歌之士，在唐朝历代诗人的诗词中都能反应出邯郸人的任侠尚气、豪放粗狂、一掷千金、雄放不羁、善于驰骋骑射、报仇而不惧死的气概。而邯郸当地的文人也具备那种刚正不阿、宁折不弯而绝少曲意逢迎的品格。此时的邯郸出现了著名诗人—刘言史，皮日休在《唐刘言史碑》说他与李贺齐名，“歌诗千首，其美丽恢赡自贺外莫得比”。可惜，刘言史最终因贫困饥饿而逝世，他的命运终如曾经的邯郸城，短暂绽放后归于沉寂。
但是，封建社会的基本矛盾没有解决，而且更加发展，到了唐玄宗天宝十四年（755年）爆发了安史之乱。而河北大部分又是叛军的主要根据地。经过七八年的战乱，邯郸一带白骨累累，军民死伤无数，终于广德元年（763年）安史之乱被平定，但是叛军的残部只是表面上归顺朝廷，实际上仍拥兵自重，据有河北大部。唐代宗鉴于朝廷财政力竭，只好妥协，承认现状，任命降将薛嵩为相卫节度使，田承嗣为魏博节度使，李怀仙为幽州节度使，张忠志为恒州节度使。从此，河北处于藩镇割据的控制下，对唐朝形成了一中半独立状态。而地方军阀更是对邯郸地区实行残暴的统治，在繁重的徭役、兵役压榨下，广大劳动人民苦不堪言，男子被虏去打仗，妇女也被州县强迫去服徭役（。
薛嵩控制的相卫镇起初有相、卫、形、洺等州，邯郸即处于其统治之下。永泰元年（765年），薛嵩又请复置磁州，领滏阳、武安、昭义、邯郸四县。邯郸又自洺州割属磁州。大历七年（772年）薛嵩死，魏博镇的田承嗣乘机兼并，先后攫取相、卫、洺、磁州等州。不久，唐朝派兵讨伐魏博镇，取磁州等，又将磁、形等州规划泽璐镇直至唐末邯郸隶属磁州、泽璐镇的关系未再有改变。
磁州、邢州规划泽璐镇后，使形、磁州处于一个特殊的地位。邢磁二州本属于河北道，泽璐二州本属河东道，邢磁二州划入后，泽璐镇便跨有二道之地。泽璐镇初期属于服从中央的藩镇，河北三镇（魏博、成德、卢龙）则从一开始就属于对抗中央的藩镇割据，因此，泽璐镇的邢磁二州就成为唐朝遏制河北藩镇割据势力的前哨阵地，成为伸向河北藩镇割据地区腹地的一把剪刀。邢磁二州由此就成为河北藩镇所必攻。泽璐镇所必守的战略要地。正是由于邢磁二州的这种特殊地理位置，所以又诱导发生在邯郸境内的一场唐朝中央军和河北藩镇军的激战—双冈之战。

#### 五代时期的兵祸
唐朝灭亡后，中国进入五代十国时期，五代十国是唐末藩镇割据的继续和发展，中国历史上又一次陷入了长期纷乱割据的大动乱局面。此期间兵连祸结，战争不断，政权更替频繁，社会更是动荡不安，地方官基本上是军官担任，他们在经济上实行竭泽而渔的掠夺，政治上滥施残酷的刑罚。这时的邯郸农业和人民生活无法正常进行，社会凋敝，生产萎缩。邯郸无人治理，当地百姓流离失所，加上天灾、水患等，邯郸已接近灭亡。
五代十国时期，邯郸属河北西路磁州。磁州一名曾有更改，后梁时期改为惠州，后唐又重新改回磁州。由于邯郸地理位置的重要，当时各地的军阀也看重邯郸在军事上的战略地位。后唐时期司徒羽在邯郸任职地方官，由于史料匮乏，他任职的官号如何不详，但是在当时的条件下，把邯郸治理的不错，故有“能名”之称。
923年，李存勖在大名登基称帝，史称后唐庄宗，建立后唐政权，邯郸破败的情况得以改观。但是到了后晋末期又遭到契丹严重的破坏。晋出帝时期（943—946年），契丹屡屡南侵中原。开运元年（944年）十二月，契丹耶律德光再一次率军南侵，沿太行山东麓先后攻去沿线各县。此年正月，契丹军至邢、洺、磁等州，并占领邯郸，在河南安阳河与后晋军队对峙。两军先头部队在邺县榆林店遭遇，后晋将领皇甫遏与慕容彦超率军死战，力挫契丹大军。后晋援军及时赶到，契丹只好退兵。这次契丹虽然战败，但是在撤退的过程中对包括邯郸在内的河北大部城邑劫掠一空，史称“千里之内，焚剽殆尽”。这是邯郸衰败以后又一次遭到蹂躏，其破坏程度是相当严重。

### 宋金元时期—徘徊与变乱

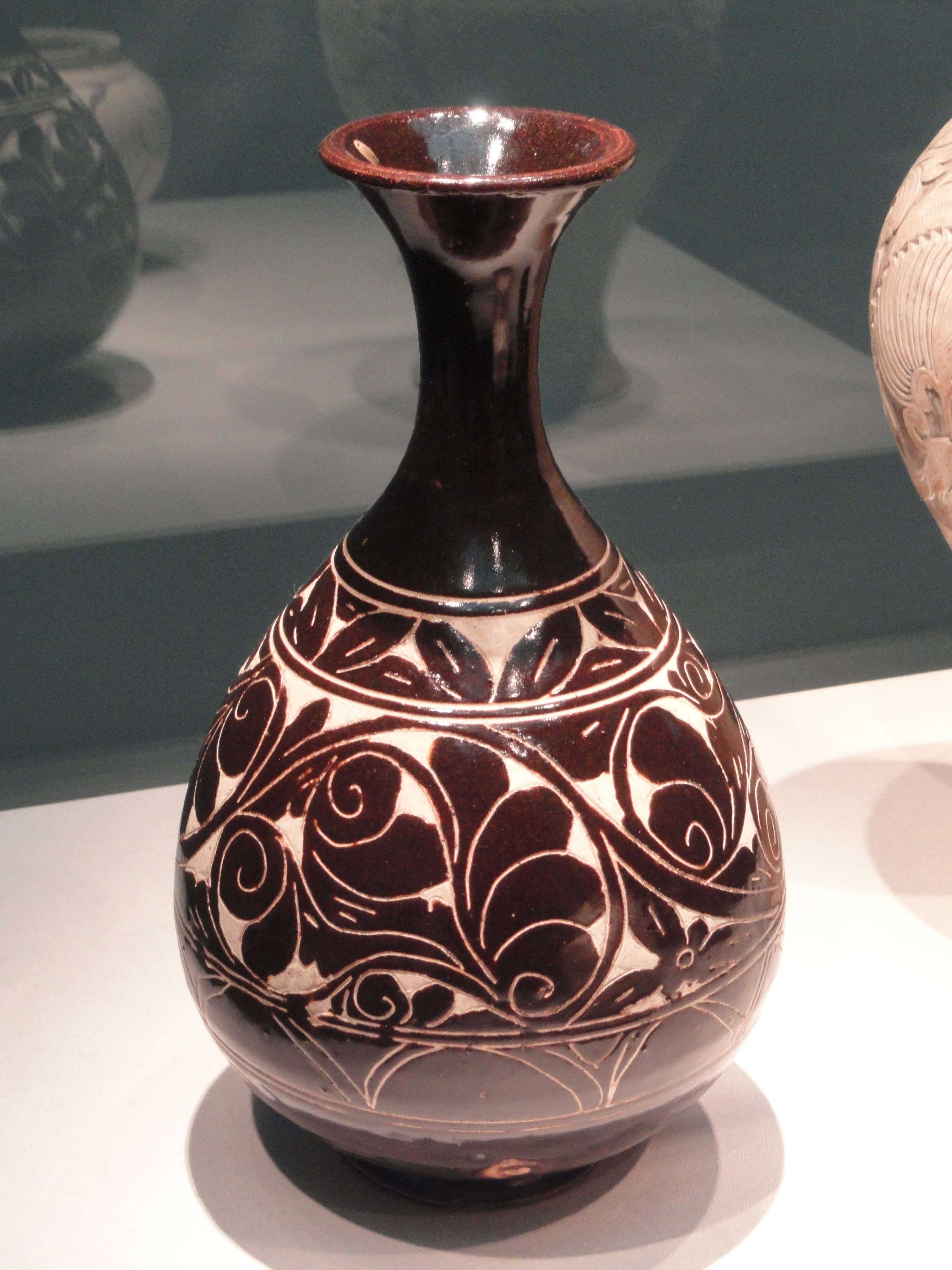
磁州地区的磁州窑

#### 北宋时期
960年，北宋建立，当时全国并未完全统一，宋朝只是控制了黄河流域而已，为了结束五代十国的纷争，开始了二十多年的统一战争。在北方，宋朝和北汉就时有摩擦发生，宋军多次攻入北汉境内，掠夺人口、粮食来达到削弱其经济的目的。有相当数量的百姓难逃到河北等地求生，宋朝对于这些难民，多次将他们安置在邢州（今邢台）、洺州（今永年县东部）、磁州等邯郸的周围一带。
宋朝统一天下后将河北路分为河北东路和河北西路，磁州隶属河北西路，邯郸仍为磁州所管辖的三上县之一。历经战争的破坏仍然使邯郸呈现出经济萧条、人口流迁、田园荒芜的景况。宋太祖治理天下，重视农业发展。邯郸得到迅速发展，粮食产量为北方首位，《宋史》记载：天下一统地理，独一肥乡首例。而邯郸大名为河北路治所（省府）。宋为拒辽入侵，晋升大名为都城东京汴梁（今开封）的陪都，称“北京大名府”。当时大名府人口达百万，经商的西域商人络绎不绝，商品经济也得到一定的发展，特别是磁州地区生产的磁州窑，是宋元时期中国北方代表性民间窑厂。磁州窑的白底黑花瓷器在宋代流行，上好的磁州窑瓷和定窑瓷同价，而素瓷价值比定窑瓷器还高。
北宋末年，金国入侵中原，邯郸地区遭受金兵的劫掠，当地人民纷纷参加王彦的太行山“八字军”坚持抗金斗争，长达数十年。1125年十月，宋金之间决定生死存亡的大战爆发了。金兵两路南下，势如破竹。完颜宗望率领大军从平州进入燕山，直捣河东和河北地区，同年十二月攻占信德府（治今邢台）进入河北南部地区，十二月二十九日，金军到达邯郸城下，随即占领邯郸。在邯郸城内，金军遇到了宋朝使节李邺一行，并接受了他们奉命递交的《三省枢密院所奉圣旨文牒》，企图以此来平息战火。然而金军断然拒绝，派轻骑绕开磁、相二州，避城垒而不攻，突然出现在黄河北岸的要塞—浚州。金军此举出乎宋朝的意料，宋朝以为金军攻下邯郸后，应该以此攻占磁州、相州等地，才可能继续南下渡河。面临来势汹汹的金军，宋军顿时大乱，望风而逃，金军轻而易举的渡过黄河，兵临汴京。南下进展的速度也让金军感到意外，再加上准备不足，后方各地的抗金势力风起云涌，金军逼迫让宋割让三镇后，才撤师北返，沿途所过州县无不遭受金兵的蹂躏。
1126年秋，金国以宋朝暗中策反降金的辽朝官员叛金，还以不割让三镇违约为由，再度分兵两路南下攻宋。十月，金军连战连捷，先后攻克汾州、平阳府、泽州等河东各州县。而东路军在统帅完颜宗望的指挥下，没有沿着上次南下的路线，而是由真定直扑大名府（今大名县）。大名府占领后，金军合兵一处，合力围攻汴京，城破，北宋灭亡。在汴京城破之前，宋徽宗第九子康王赵构因奉旨北上出使金营路过磁州时，收到当地军民的阻拦和知磁州宗泽的挽留，终止了北行，借助磁州，相州、信德府等地兵力，竖立了“天下兵马大元帅”的大旗，随后建立南宋政权。
邯郸各地陷入金人之手，民众仍不服金人的统治，直到南宋绍兴十年（1140年）的时候，还有抗金活动。但是，这些抗金活动缺乏组织领导，难以形成大气候，因此金国的统治并未受到影响和威胁。随着时间的推移，宋朝的旗号逐步失去了号召力。邯郸地区因长期的战乱，逐渐衰落，后来被洪水淹没，现在在4米之下的黄河河沙之中的宋城仍然完整地保留。大名为金国扶持的大齐、大楚的都城。

#### 金元时期
金国的统治逐步稳定后，随即将河北路一分为二，磁州属于河北西路，所管辖的县城有滏阳、武安、邯郸。1130年，金国策立刘豫为“大齐皇帝”，建都大名府，管辖所取的北宋旧地，其只不过是金国的傀儡罢了。1137年，金国废掉刘豫，直接管辖中原地区。金代的邯郸全境面积比北宋时期有明显的扩大，辖下有大赵、北阳、邑城三镇。经过一段恢复时期后，社会生活自然又趋于正常。
宋金《绍兴和议》和《隆兴和约》签订后，双方划淮河自守，逐步化干戈为玉帛，南北使节往来不断。也逐步确定了几条南北交通大道，邯郸则就在宋金交通要道上，于是，许多南宋使节路过邯郸时，便记下了他们的所见所闻，为了解金代的邯郸历史留下来大量珍贵史料。从这些记录中可以看得出，金代的邯郸城格局大致与宋朝相同，城楼等高大建筑仍是北宋的“旧物”。其社会经济情况也并不比北宋时期低。在文化上，尽管金代邯郸受女真风俗侵染，文化状况仍落后，但是某些方面与北宋比，却有一定改观。例如科举考试，查遍北宋时期的历史，邯郸是为“天荒”之区，无一人能登科举第。可金代则不然，在金章宗时期，有为邯郸籍人士高应，首次登科举第。
金国建国不及百年，便迅速衰落了。这时北方草原的蒙古人，如日中天，1211年，蒙古人首领成吉思汗率领大军南下，游骑劫掠河北大部。1213年秋，成吉思汗兵分三路，扫到金国故地，在此次军事行动中，邯郸也成为兵锋所掠。金国无法抵御蒙古铁骑的进攻，还不断派兵南下攻宋，希望从南宋那里得到自己在蒙古丢失的土地，以求补偿。南宋王朝也采取了相应的措施，一方面全力应战，顶住金军的压力，另一方面，远交蒙古，并且联合金国井内的亲宋反金势力的李全，出兵经略山东河北，力求在北方混乱的局面中，在中原楔入自己的力量。
1218年，山东忠义军李全正式归附南宋，被任命为京东路总管，并且遥册委任北方官吏，同时邯郸本地的张志翰和郭文祚等人，也积极组织抗蒙斗争，一时间中原局面的附宋请愿一浪高过一浪。但是，由于抗金和抗蒙的势力过于弱小，再加上南宋对这些势力难以直接提供援助，鞭长莫及，逐一被蒙古人一一消灭。1221年，邯郸划入到了蒙古政权的版图之内。
入元以后，整个中国的社会经济都发生了较大的衰退，邯郸也不例外。元朝统治下磁州的隶属关系前后较为频繁，而邯郸作为广平路磁州属县则是始终如一，直接归中书省统辖，为“腹里”地区大都京畿之地。元代的邯郸也给历史留下了寺观建筑和水利设施。蒙古人接触藏传佛教后，集体皈依其衣钵下，从上到下侫佛十分厉害。邯郸井内建于元代的寺观主要有两个，一是爆台寺，建于元文宗时期，坐落于在邯郸城东北十五里处。另一座是东明观，建于元惠宗年间，坐落于邯郸城西南二里处。
元代时期邯郸本地的水利建设得到发展。1262年，郭守敬接受忽必烈召见，面陈水利工程建设的“水利六事”。其中之一的内容就是关于邯郸地区的滏阳河和漳河的水利灌溉工程。这项关乎民生的“漳滏工程”，在元世祖年间竣工，自此，古滏水改道开始流经邯郸城，也就是现在滏阳河的水流流向。这项水利设施，不仅仅解决了农田灌溉问题，同时也加强了滏水的航运发展。元朝后期，邯郸一代漕运疏于管理，河道年久失修，河水泛滥，蝗虫成灾，人民生活苦不堪言。
元惠宗至正二十一年（1361年），元朝气数将尽，天下大乱。当南方红巾军系统的各路豪强如朱元璋，明玉珍，陈友谅以及张士诚等割据一方，相互斗争之时，北方红巾军却遭遇到了元军的疯狂反扑。由于山东红巾军的内乱，元将察罕帖木儿抓住时机，自陕抵洛，大会诸将，部署进攻。其年六月，进攻山东，取得大胜利。红巾军将领田丰、王士诚等人被迫降元，除益都孤城坚守未下，山东大部都被元军占领。
当察罕帖木儿和北方红巾军打得热火朝天时候，江南的朱元璋乘机统一江南各地，为北伐中原奠定了基础。

### 明清时期—间歇与复苏

#### 明朝时期

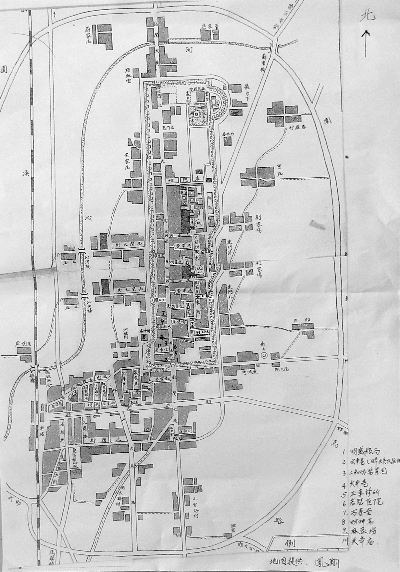
明清时期的邯郸老城区，城区的南北大街即邯郸道，在今邯郸市城内中街。

1368年，朱元璋建立大明，以徐达、常遇春为帅，出师北伐残元。其年闰七月初三，明军攻占卫辉路；初五，占领彰德路；初九，攻占广平路。八月初，明军攻入元大都，元朝灭亡。明军为了肃清和巩固后方，徐达特派韩政驻守广平。韩政不久便谕降了在广平境内坚守的白土诸寨，彻底肃清了残元势力。自此，邯郸和广平府的其他州县一样，被纳入了大明王朝的统治之下。持续一千多年萧条的邯郸，明清时期才得以恢复。
明代以后，将故元的中书省地区，重新进行区域划分，此时的邯郸不归磁州管辖，而隶属广平府，广平府即为京师所管辖的八府之一，下辖九县。其所领的九县即为永年、曲周、肥乡、鸡泽、广平、成安、威、邯郸、清河。由此可见，明代的广平府已不同于元代的广平路。邯郸在明以前，一直隶属磁州。而磁州自洪武元年（1368年）十一月复置，隶属广平府半年不到就划归河南彰德府。同时进行移民政策，加强对邯郸的管理，注重邯郸在黄河流域的重要性，邯郸开始改变五代十国时期衰落的面貌。永乐帝时期，邯郸是北方比较富裕的地方之一。
明代县以下基本单位有里，广平府所辖共有175里，其中邯郸有30里，在明初的广平府九县里，邯郸所辖的里数最多。邯郸所辖的里数较多，与其辖境较大有关。明代邯郸的县境，根据《明史·卷四十·地理一》所称，西北有洺河，东有滏阳河。可以看到当时的邯郸所辖的西北部地区，已包含了今天武安县的相当部分地区。明代邯郸的县境面积大致于金代相同。
稳定的环境，为邯郸人口和城建的建设提供了基础。成化年间，邯郸尽管在明朝统治下，已经过了近百年的平静发展，但其人口与金代相比，可以说没有什么较大增长，此间邯郸共有4287户，27297口。嘉靖时期，邯郸人口增长许多，明显超越金代，户数5304，30255口。明后期，邯郸人口始终较无再大的增长，且由于明末战乱，人口还出现下降。到清初统计人口时才有25331人。明代的邯郸城在成化年间也开始大规模建设，扩大了城墙的规模，加深了护城河的深度，隆庆年间，邯郸知县张第有对邯郸城进行了一定的修缮，基本上圈定了明代邯郸城的规模，从此以后，邯郸城再也没有进行较大规模的兴建。

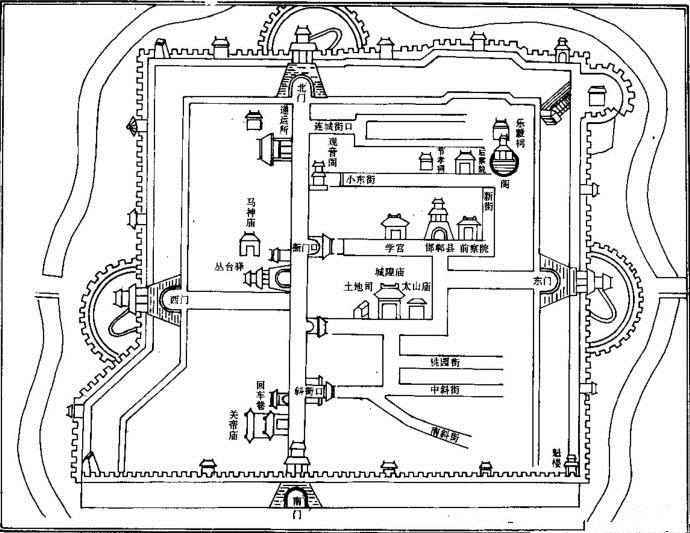
明朝嘉靖时期的邯郸县城区图

明代中后期，开始出现了资本主义萌芽，邯郸城市经济发展比金元统治下有了明显的起色。尤其是，滏阳河的水运发展，促进沿岸地区市镇的兴起和繁荣。邯郸境内滏阳河沿岸的张庄桥、柳林桥、苏曹等村落，自明代以来就已经发展成为繁忙的水运码头。滏阳河水量充沛，曾是邯郸至天津的主要航运交通线，也是邯郸境内的煤炭、陶瓷及各种土特产下运东北沿河各县以及天津等地码头的重要水路。明朝是邯郸历史上进士及第人数最多的一个朝代，前后一共出了15位进士和67名举人。最有名的是贾铨，他在云南任职期间“政绩卓异”，被荐任户部尚书。却因相貌丑陋遭到皇帝嫌恶，改为右副都御史。后病死于任上，明朝遣官谕祭，谥号“恭靖”；张国彦家族，是邯郸明代时期最大的名门望族，特别是“一门两尚书”（张国彦、张我续父子）在邯郸历史上绝无仅有。张国彦历任万历朝兵部、刑部尚书，官居一品，功高位显，加封太子少保，在1980年邯郸市西郊莲花岗出土的张国彦夫妇合葬墓志铭，完整地记载了他的生平，同时也修正了《邯郸县志》一些记载错误。
明末清初，邯郸同全国许多地方一样，经历了一场政权更替的大劫难。连年的天灾再加上无休止的兵祸，使邯郸备受苦难。崇祯十四年（1641年），邯郸瘟疫横行，粮食欠收，出现了大饥荒，各县百姓接连外出讨饭求活命，以至于出现了人吃人的情况。其年冬，满清起兵又越过长城，南下劫掠，游骑骚扰邯郸诸县。崇祯十六年（1643年），邯郸又出现了“大风沙，室内积数寸”，又有“总兵白广恩屯掠邯郸”。崇祯十七年（1644年）春，李自成的大顺军主力从山西直攻北京，另部偏师由河南进入河北。大顺军偏师，一路攻城略地，在同年二月就占领彰德府，并在月底占领邯郸。仅在北京一百多天的李自成就败于满清和明朝降将的合力进攻，随即退出北京。
顺治元年（1644年），清军占领北京，与大顺军在真定开展激战，李自成的不对随即从河北退往山西，河北大部为清军所占。

#### 满清时期
1644年，清人入关进入中原，一方面派兵南下消灭农民军和南明诸政权，另一方面稳定所占领的各个地方。强迫汉人剃发易服，邯郸人民在张治邦的领导下进行反抗斗争，但是遭到清军的屠杀。顺治一朝，邯郸虽无兵祸，但是自然灾害不断。据史料记载，顺治三年（1646年）邯郸大水，漳河泛滥，淹没良田无数，军民死伤惨重。洪灾之后，蝗灾又起，蝗虫所过，遮天蔽日，绿色皆为一空等等。到了康熙帝时期，全国反清势力逐一灭亡，政局趋于稳定，社会经济得到全面的恢复。
清朝袭明制仍称直隶，大名府为直隶总督所在地。邯郸县仍属广平府管辖。此时的邯郸同永年、曲周、肥乡、鸡泽、广平、成安、威县、清河各县一样仍属广平府，雍正时期，磁州自河南彰德府划为广平府。邯郸编户为三十里，县属七乡，三社，四辅，三堡，二镇，十集。
清清乾隆中后期，邯郸农业连年丰收，富商无数，人口增长迅速。明清时期邯郸广平府城是冀南、豫北的政治、经济中心。清代后期，由于海运的兴起和京汉铁路的开通，严重消弱了大运河的交通地位，邯郸东部的大名府也走向衰落。
清代是古代邯郸历史人口暴涨的一个时代，从康熙十年（1671年）以前的25331，到康熙十年（1671年）的25627，再到康熙五十年（1711年）为26740.到了同治时期，人口达60763人，比康熙五十年的人口增加了两倍。到了清末的光绪十九年（1893年），全县人口上升到77673人。由此可见，光绪后期是清代邯郸人口增长的第二个高峰期。
明清两代这时的教育，主要由县学、书院、义学等组成，到清末实施“新政”，“新式”教育才逐步确立。邯郸最早开办新式教育于光绪二十八年（1904年），在邯山书院旧址创办了邯郸第一完全小学校，这是河北创办的第一所新式学校。光绪二十九年（1905年）创办了邯郸初级小学。清末，虽然邯郸经济整体下滑，“地瘠民贫”，但其城乡范围之内仍然建立起75所初级小学。

## 走向复兴

### 清末和民国时期—转机与开端
清末直隶地区发生多次民变。1853年，太平天国北伐军经过邯郸，一些当地民众参加北伐军和捻军。1861年，邯郸爆发孙继善、宋景诗为首白莲教起义。1900年，义和团进入邯郸地区，一些当地民众加入义和团。义和团被镇压之后，1901年，广宗县景挺实暴乱，提出“扫清灭洋，官逼民反”的口号。
1906年，京汉铁路通车，邯郸站开始运营，邯郸才开始跨入近代城市的门槛，重新崛起为冀南地区的中心城市。1912年，中华民国建立，邯郸属直隶省冀南道。1928年，直隶省改为河北省，邯郸直归省辖。北洋军阀时期，邯郸成为直系军阀和皖系军阀的争夺焦点。民国年间邯大公路、邯武公路的修筑以及工矿业的开采（峰峰煤矿），一批近代机器工业例如：面粉厂、铁工厂、织布厂等在邯郸兴办，商业日渐兴旺，邯郸成为冀南的物资集散地，邯郸再度崛起，并逐步取代大名而成为冀南的中心城市。
1927年，共产党开始渗透邯郸地区，大名第七师范学校的共产党支部在邯郸建立。同年中原大战爆发，邯郸又一次陷入战火。

### 日伪统治时期—沦陷与劫掠

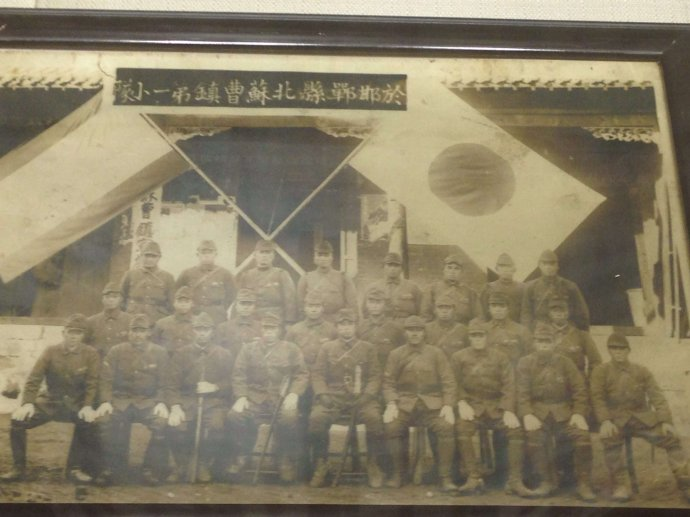
1937年10月，邯郸沦陷，图为日军驻扎在邯郸县北苏曹镇第一小队全体合影。

1937年7月，抗日战争全面爆发，同年10月日军飞机不断地轰炸邯郸火车站和通往周边各个城邑的公路交通要线，国民党驻邯郸军政人员无力抵抗，弃城南逃，日军的片桐旅团迅速占领邯郸。不久日军便成立“城防司令部”和“邯郸县治安维持会”等殖民政权和傀儡政权，实行血腥统治。1938年4月又成立伪政权“邯郸县公署”。1940年4月，将伪政权“冀南道尹公署”迁驻邯郸，邯郸成为日本侵略者统治晋冀鲁豫四省交界的政治、军事中心。邯郸沦陷后，日军烧杀抢掠，制造了许多惨案，给邯郸地区的各界人民制造了巨大的灾难。
面对日本侵略者的屠杀和殖民统治，邯郸地区的民众纷纷拿起武器和日本侵略者作斗争。当时在华北第一战区一路退败的国民党军队第一战区司令长官组织三个军的力量，在邯郸地区同日军两个师团进行反攻。但因补给不足，力量悬殊，全面溃败，只能撤出邯郸，退往河南地界。国共合作后的1937年11月，八路军129师先遣支队第三游击支队，翻越太行山脉，从山西辽县进入太行山东麓的武安县开赴抗日战场。12月初，三支队与中共冀鲁豫边区特委共同组建了第四游击支队，开展游击战。八路军在邯郸人民的支持下，多次粉碎了日伪军对根据地的围攻，建立了许多抗日民主政权，逐步确立了以邯郸为中心包括太行、太岳、冀南、冀鲁豫四区、100多个县，拥有2550多万人口，全国最大的的晋冀鲁豫抗日民主根据地。与此同时，还开展政治、经济、文化等建设，使邯郸成为中国共产党领导的华北敌后抗战的重要战略基地。
1938年，同年建立抗日民主政府，属一专署。

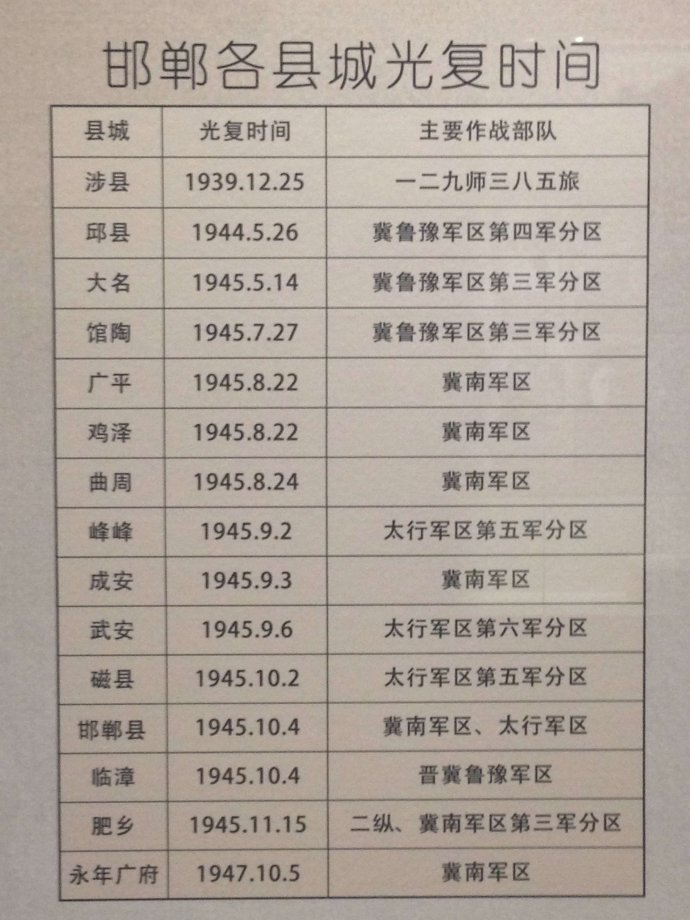
邯郸市各县城光复时间表

1939年，國民革命軍和日軍在武安，发生了冊井渡口戰鬥。
1940年，百团大战爆发，邯郸人民踊跃参战配合八路军作战。
1941年，晋冀鲁豫边区政府在邯郸涉县成立。
1940年代，侵华日军为了解决华北抗日根据地的骚扰，实行“囚笼”政策、“三光”政策和“治安强化运动”，加强了对根据地和周围的地区、村镇的洗劫，邯郸沦为建筑面积不过1平方公里，人口约2.8万人的商业集镇。
1945年8月，日本投降，10月4日邯郸光复，邯郸军事管制委员会成立，在邯郸设市，邯郸市人民政府成立，为晋冀鲁豫边区政府所在地。随即，在涉县的晋冀鲁豫边区党、政、军、文机关迁驻邯郸市，大力发展城市工商业，兴办公营实业，经济得到了快速发展。
抗战期间，邯郸各地区民众配合129师与侵华日军做斗争，各个抗日武装，利用游击战、伏击战、麻雀战、地道战等作战方式，打击日军，破坏日军交通要线，共歼灭日、伪军42万余人。邯郸民众配合八路军进行大小战斗共有3500多次，击毙日军5700余人，伪军12000余人。邯郸老区作为八路军的根据地和大后方，为前线作战提供了巨大的人力、物力和财力。据统计，邯郸地区有4.6万人参加了八路军，13.9万人支前参战，救护伤病员达9.37万人，运送军粮1.6亿斤，做军鞋106.1万双。在邯郸战场上牺牲的烈士达10485人（其中邯郸籍有7660人），负伤14848人，地方干部群众一共伤亡57068人。

### 国共内战—光复后的兵祸
1945年10月，国共重庆谈判期间，国民革命军沿铁路北上，途径共产党控制区，双方发生武装冲突，“邯郸战役“爆发，到了11月共产党军队大获全胜，将华北解放区连成一片。1947年5月刘伯承、邓小平率军挺进大别山地区作战，將戰爭引向國統區，揭开了解放军转入进攻序幕，晋冀鲁豫中央局边区政府迁往邯郸。
1946年3月，随着晋冀鲁豫边区党、政、军重要革命机关迁驻，邯郸市成为边区的首府。这一年晋冀鲁豫烈士陵园动工，同时《人民日报》在邯郸创刊。邯郸新华广播电台成立，邯郸新华广播电台是解放区建立最早的三大电台之一。

### 中华人民共和国建立到文革时期
1949年，邯郸降为镇，但仍为邯郸专区专署驻地。
1952年，复升为市，被国务院设为市一级地方行政单位。
1954年，改为省辖市。
1956年，峰峰市并入邯郸市。
1958年，邯郸、邢台两专区合并。同年武安县东部5个公社划入邯郸市，建立武安矿区，1961年又回归武安县。
1960年，邯郸、邢台地、市合并统称邯郸市。
1961年，邯郸、邢台分置专署，邯郸市仍属邯郸专区。
1974年6月21日，永年、肥乡两县部分社队遭受严重风雹灾害，伴9级大风，冰雹大如核桃，小如杏，受灾公社22个，大队141个。粮棉作物受灾面积达12万多亩（其中损失8成以上的万余亩）。打毁瓜菜2510亩，打伤240人。大风刮毁房屋907间，刮倒、刮折树木2901棵，刮折电线杆288根，刮走麦粒18万多斤。

### 改革开放以后
1983年，邯郸县并入邯郸市。
1984年，邯郸改为省辖市。
1986年四月，武安县划归邯郸市。
1988年十月，武安县改武安市。
1992年，邯郸市被国务院批准为“较大的市”。
1993年，经国务院批准，撤消邯郸地区，实行地市合并，将邯郸地区所辖各县划归邯郸市管辖，称邯郸市。
2016年，《国务院关于同意河北省调整邯郸市部分行政区划的批复》，撤销肥乡县、永年县、邯郸县，成立肥乡区、永年区，原邯郸县属地划分邯山区。